# Гадяч
Га́дяч — місто в Полтавській області України, адміністративний центр Гадяцької міської громади Миргородського району. Резиденція багатьох Гетьманів України: Богдана Хмельницького, Івана Виговського, Івана Брюховецького та інших. Населення — 22,7 тис. осіб (2001). Історичне населене місце.

## Географія
Місто розташоване на північному сході Полтавській області на межі етнокультурних регіонів Слобожанщини та Наддніпрянщини по правому березі річки Псел та його притоки Грунь. Річки в цьому місці звивисті, утворюють широкі долини з заплавними луками, стариці та заболочені озера. Місто розташованим на відносній височині зі схилами та ярами, які є типовими для цієї місцевості.
Відстань до обласного центру становить 116 км і проходить автошляхом Н12 . Через місто також проходять регіональні дороги: Т 1705, Т 1706, Т 1718 та Т 1904.

## Історія

Леся Українка про Гадяч. Гадяцький історико-краєзнавчий музей.

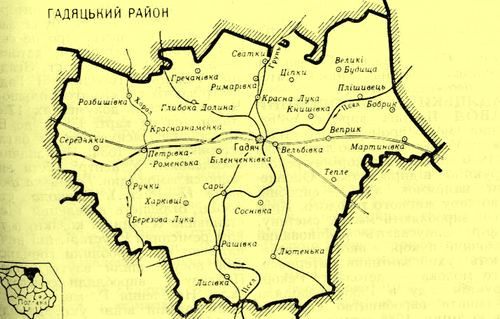
Карта Гадяцького району

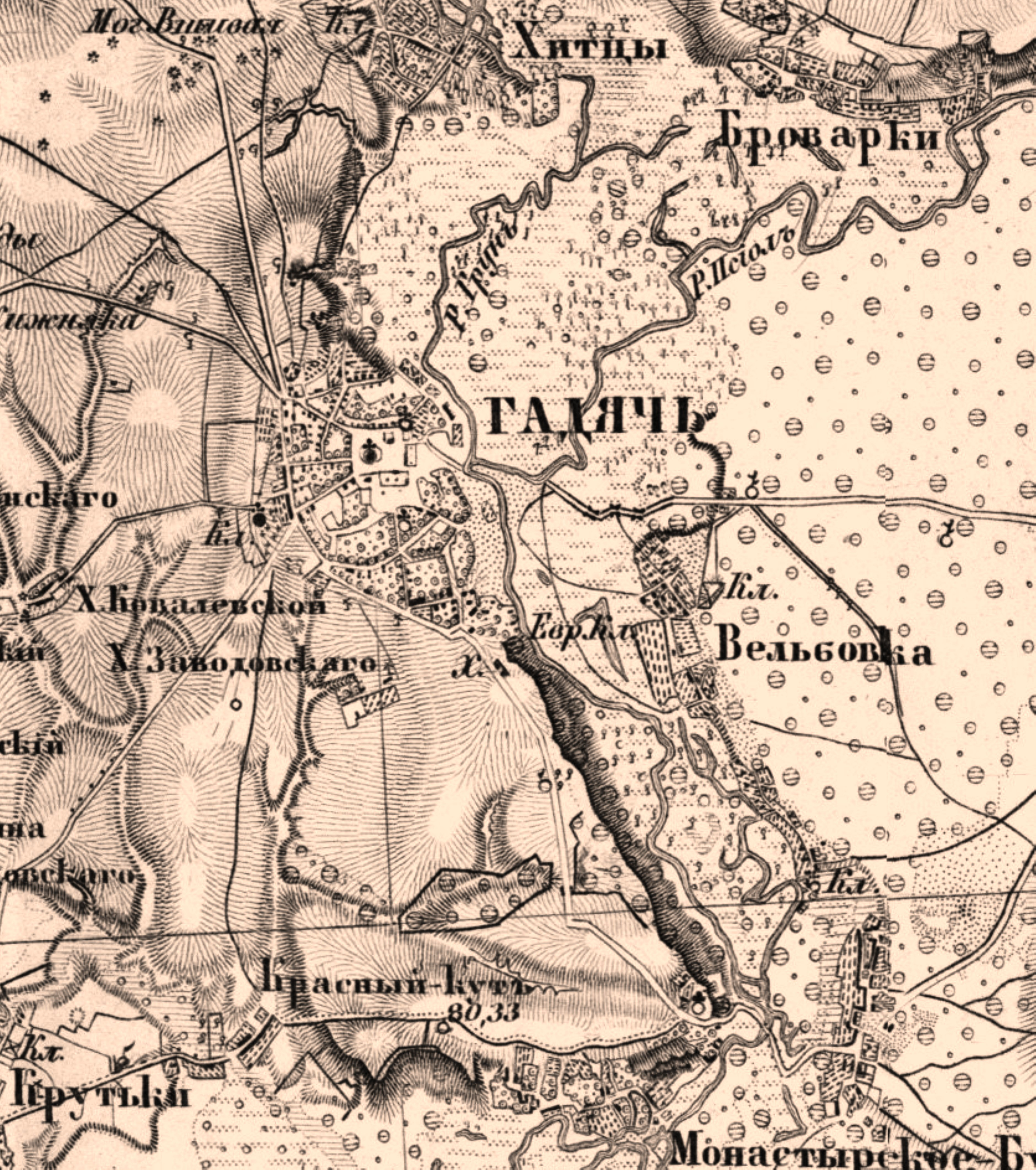
Місто Гадяч часів Російської Імперії

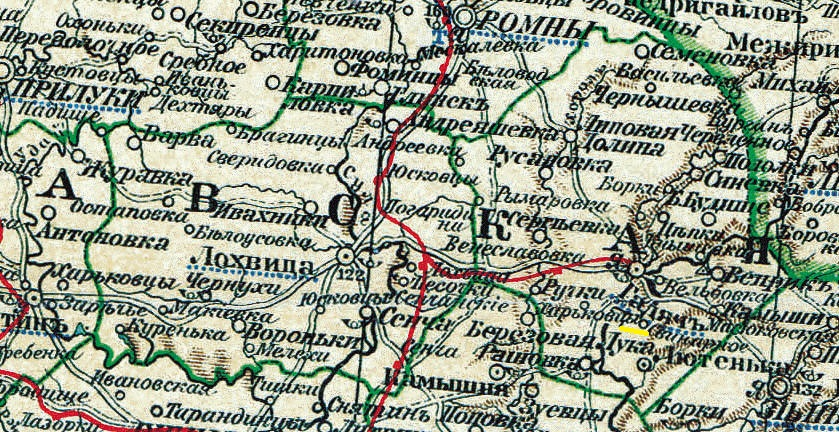
Полтавська губернія, Гадяцький повіт

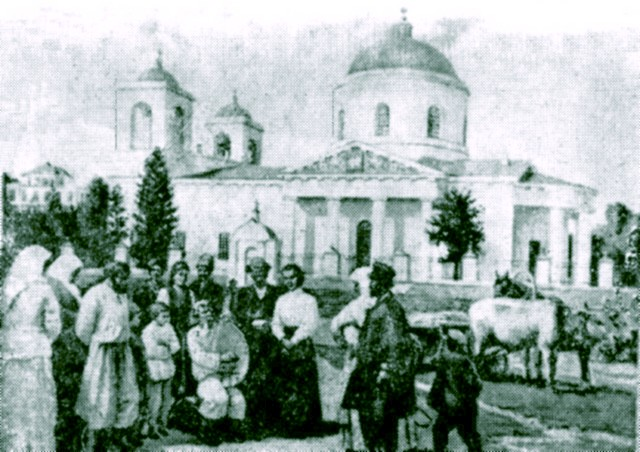
Гадяч. Леся Українка та Климент Квітка біля Свято-Успенського собору

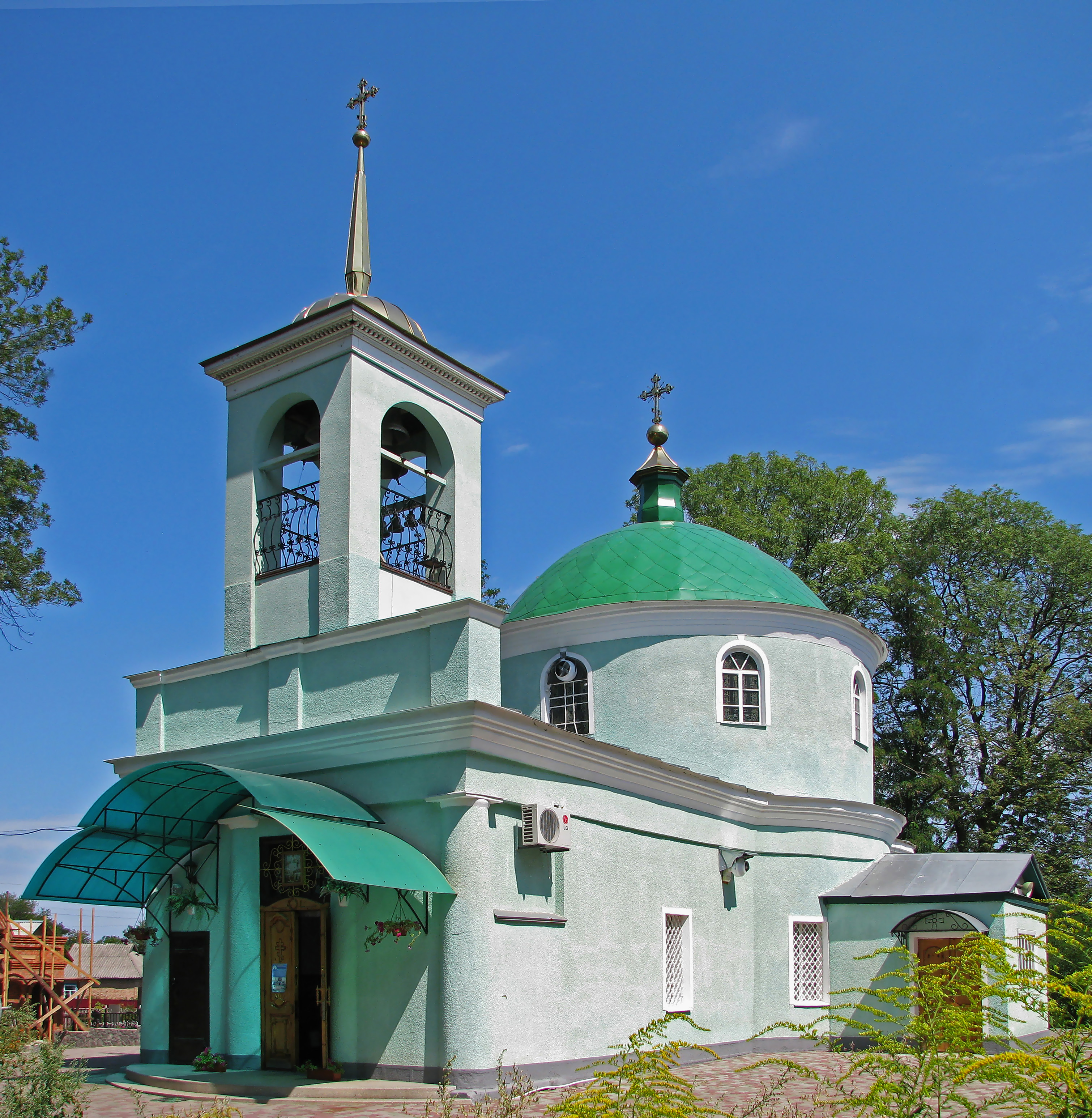
Всіхсвятська церква 1836 р.

### Назва
Достовірних даних з приводу назви міста немає. В краєзнавчому музеї впевнені в основній версії — місце «годяч[щ]е», тобто придатне для життя та оборони. Це можна пояснити як географічним розташуванням Гадяча, так і ландшафтними особливостями — місто знаходиться між ярами, що у давні часи додавало безпеки його мешканцям від ворожих нападів. Щоправда, існують і інші версії походження назви — за однією з них, не обійшлось без євреїв («Гад» — ім'я одного з єврейських пророків), за іншою — без гадюк (місце, де були «гади» це, нині застаріле давньоруське християнське слово, вживалося як асоціація з апелятивом «гад» — «гадюка», себто «гадюче місце»), цей же образ можна зустріти і в гербі у подобі диявола, через що герб є промовистим.
Також варто зазначити, що назва міста присутня в нарисі Панаса Мирного (який тут навчався та працював) — «Подоріжжя од Полтави до Гадячого» [Архівовано 11 серпня 2020 у Wayback Machine.] .

### Літопис
Згідно припущень ще у скіфські часи на родючих землях в заплавах рік Псла та Груні охоче селилися люди, а сам Гадяч веде своє літочислення з Х-ХІІІ століть, коли проходило будівництво Посульської оборонної лінії. У 1442 р. поблизу Гадяча будується Красногірський Миколаївський монастир. Отже Гадячу близько 500 років, що підтверджує карта «Границі Литовської Русі у 1533 році», де зазначений Гадяч — єдине місце з теперішньої Полтавщини, що свідчить про його значимість у ті часи. Згадується під 1516 в «Історії Русів» як одне з найшанованіших міст, яке дало назву полку (Гадяцький); у 1-й половині 17 століття в інвентарях (переписах) польських королівських маєтків.
Ймовірно, саме тут 1626 (у місці, що трактувалося поза кордоном Речі Посполитої) пробували закласти свій осередок нереєстрові козаки, незгодні із результатами Куруківської війни 1625 р., але московити послали війська, які зігнали звідси цих неспокійних сусідів[джерело?]. Після успішної Смоленської війни 1633—1634 рр. з Московським царством, польська влада заходилася колонізувати ці терени.
1634 року Гадяч отримав статус міста, було утворене негродове Гадяцьке староство. У становленні Гадяча значну роль відіграв Лукаш Жолкевський — староста переяславський. По його смерті 1636 місто переходить під контроль Конєцпольських — гетьмана коронного Станіслава Конєцпольського та його сина Александра (які тримали уряд переяславських старост). 1643 С. Конецпольський затвердив привілеї гадяцьких міських цехів. По смерті гетьмана Станіслава 1646 Гадяч пробував взяти під свій контроль князь Ярема Вишневецький.
| вказано посилання на карту |

Після Переяславської ради 1654 р. Б. Хмельницький почав творити з Гадяча «запасну» (після Чигирина) гетьманську резиденцію (на безпечному кордоні із новим союзником — царською Росією). У вересні 1658 року Іваном Виговським були підписані Гадяцькі статті, з Польщею.
У 1663–1668 роках Гадяч був столицею Лівобережної Гетьманщини, резиденцією Івана Брюховецького. Згодом Гадяч залишався однією з найбільших рангових маєтностей українських гетьманів. Під час Північної війни Карл XII влаштував в Гадячі лазарет для своїх військ.
У 1764 році замок Гадяча і всі маєтки, що належали до нього, подаровані Кирилу Розумовському, а у 1785 році куплені в казну і передані у відання міського управління.
За даними на 1859 рік у місті мешкало 5115 осіб (2569 чоловічої статі та 2546 — жіночої), налічувалось 754 дворових господарств, існували 4 православних церков, 2 єврейські молитовні будинки, лікарня, повітове та приходське училища, поштова станція та 4 заводи, відбувалось 5 ярмарків на рік та базари.

### Незалежність
13 травня 2015 року Верховна Рада України більшістю голосів (За проголосували 248, проти: 0, утрималися: 0,  не голосували: 64. Всього: 312) надала місту Гадяч Полтавської області статус міста обласного значення.  Постанова Верховної Ради України від 13.05.2015 № 399-VIII "Про віднесення міста Гадяч Гадяцького району Полтавської області до категорії міст обласного значення".
19 вересня 2018 року на 38-ій сесії Гадяцької міської ради сьомого скликання одноголосно проголосовано рішення за добровільне приєднання Біленченківської сільської ради до територіальної громади міста Гадяча. До складу Гадяцької міської територіальної громади увійшли села: Біленченківка, Грипаки, Кіблицьке, Оріханове, Осняги, Островерхівка, Петроселівка, Писарівщина, Рудиків, Степаненки. 20 листопада 2020 року до Гадяцької громади приєднано Сарівську та Харковецьку громади.

## Демографія
Графік зміни чисельності населення Гадяча:

За даними перепису населення 2001 року у місті проживали 22 267 осіб.

### Національний склад
Розподіл населення за національністю за даними перепису 2001 року:
| Національність  | Відсоток |
| --------------- | -------- |
| українці        | 94.45%   |
| росіяни         | 4.69%    |
| білоруси        | 0.36%    |
| інші/не вказали | 0.50%    |

### Мова
Рідною мовою назвали:
| Мова       | Кількість осіб | Відсоток |
| ---------- | -------------- | -------- |
| українська | 21216          | 95,28 %  |
| російська  | 958            | 4,30 %   |
| білоруська | 33             | 0,15 %   |
| болгарська | 13             | 0,06 %   |
| вірменська | 11             | 0,05 %   |
| інші       | 36             | 0,16 %   |

#### Мораторій на публічне використання російськомовного культурного продукту
11 серпня 2023 року рішенням Гадяцької міської ради у Гадячі було запроваджено мораторій на публічне використання російськомовного культурного продукту.

## Економіка
Див. також Економіка Гадяча
У місті активно працюють 8 заводів і комбінатів.
Найбільші підприємства міста Гадяч — вентиляторний завод «Горизонт», ДП «Гадячсир».
Інші підприємства Гадяча:
- Приватне виробничо-комерційне підприємство «АСК» (Сфера діяльності: дистрибуція продуктів харчування),
- ВАТ «Гадяцьке автотранспортне підприємство 15337» (Сфера діяльності: перевезення вантажів та пасажирів в межах України),
- ВАТ «Гадяцький м'ясокомбінат»,
- ВАТ «Гадяцьке ПМК-171» (Сфера діяльності: Будівництво),
- ТОВ „Гадяцький цегловий завод”,
- ТОВ „Науково-виробниче підприємство „Нафтогазсервіс” .

Соціально-економічний розвиток сучасного міста, його благоустрій в головним чином пов'язаний з нафтогазовидобувною промисловістю.
Гадяч заслужено вважається містом працівників нафтової та газової промисловості. Тут мешкають геологи-розвідники надр, буровики, оператори, транспортники і будівельники — такі провідні професії поширені в місті. Перший нафтовий фонтан вдарив у 1958 році. На сьогодні сотні свердловин дають цінну енергетичну сировину.

## Транспорт
Див. Категорія:Транспорт Гадяча
Через місто проходять автомобільні дороги:
- Т 1705. Проходить територією Лохвицького, Гадяцького, Охтирського та Великописарівського районів через Лохвицю—Гадяч—Охтирку—Велику Писарівку—Велику Писарівку (пункт контролю).
- Т 1706. Проходить територією Гадяцького та Зіньківського районів.
- Т 1718. Проходить територією Диканського та Решетилівського районів через Диканьку—Решетилівку.
- Т 1904.

Гадяч має добре транспортне сполучення з обласним центром — Полтавою (через Зіньків, селище Опішня). Крім того, відси автобусом можна дістатися до десятків інших міст, містечок: Київ (через Лохвицю, Пирятин), Харків (через Охтирку, Богодухів), Дніпро (через Царичанку, Петриківку), Чернігів (через Липову Долину, Ромни, Прилуки, Ніжин), Конотоп (через Липову Долину, Ромни), Прилуки (через Липову Долину, Ромни, Срібне), Ромни (через Липову Долину), Глухів (через Липову Долину, Недригайлів, Буринь, Путивль), Лебедин, Талалаївка (через Липову Долину, Ромни), Кременчук (через Зіньків, Опішню, Полтаву); через Заводське, Лохвицю, Миргород, Хорол, Семенівку або через Великі Сорочинці, Миргород, Хорол, Семенівку, Глобине), Миргород (через Великі Сорочинці або Комишню).
Приміські автобуси: на Бакути, до Березової Луки, Бірок, Бобрика, Красної Луки, Хітців, Великих Будищ, Ціпків, Веприка, Мартинівки, Ветхалівки, Воронівщини, Гречанівки, Калинівщини, Кияшківського, до Лютеньки, Петрівки-Роменської, Сергіївки, Плішивця, Римарівки, Розбишівки, Вельбівки, Соснівки.

## Наука і освіта
Див. також Освіта Гадяча
- Відділ освіти, молоді та спорту Гадяцької міської ради [Архівовано 13 лютого 2017 у Wayback Machine.],
- Гадяцька чоловіча гімназія

Установи освіти:
Відповідно до рішення третьої сесії сьомого скликання Гадяцької міської ради від 10 грудня 2015 року створено відділ освіти, молоді та спорту Гадяцької міської ради, який розпочав роботу 05 січня 2016 року. Структурними підрозділами відділу освіти, молоді та спорту Гадяцької міської ради є централізована бухгалтерія (створено 12 січня 2016 року) та господарська група (створено 15 січня 2016 року). Начальником відділу освіти, молоді та спорту Гадяцької міської ради призначено Бутенка Станіслава Миколайовича.
З 1 липня 2016 року по 31 серпня 2020 року заклади і установи міста обслуговував методичний кабінет відділу освіти, молоді та спорту Гадяцької міської ради, який був структурним підрозділом відділу освіти, молоді та спорту Гадяцької міської ради, до складу якого у 2016/2017 — 2017/2018 навчальних роках діяли міська психолого-медико-педагогічна консультація та логопедичний пункт. Завідувачем методичного кабінету працював Майборода Сергій Миколайович.
Відповідно до рішення шістдесят четвертої сесії сьомого скликання Гадяцької міської ради від 20 серпня 2020 року "Про створення комунальної установи "Гадяцький центр професійного розвитку педагогічних працівників" Гадяцької міської ради Полтавської області" з 23 вересня 2020 року почала працювати комунальна установа "Гадяцький центр професійного розвитку педагогічних працівників" Гадяцької міської ради Полтавської області - установа, яка допомагає педагогам у здійсненні їх професійної діяльності, є локомотивом розвитку педагогічних працівників, працює на випередження, забезпечує індивідуальні потреби педагогічних працівників щодо професійного розвитку, реагує на їх запити, створює можливості для професійного розвитку, напрацьовує базу даних з питань професійного розвитку, сприяє забезпеченню якості освіти Гадяцької, Великобудищанської, Краснолуцької, Лютенської, Петрівсько-Роменської, Сергіївської територіальних громад, змінює освіту за рахунок трансформації досвіду та впровадженням інновацій.
Директор Гадяцького ЦПРПП Майборода Сергій Миколайович.
У підпорядкуванні відділу освіти, молоді та спорту Гадяцької міської ради знаходяться:
заклади загальної середньої освіти:
- Гадяцький ліцей № 1 імені Олени Пчілки Гадяцької міської ради;
- Гадяцький ліцей № 2 імені Михайла Драгоманова Гадяцької міської ради;
- Гадяцький ліцей № 3 імені Івана Виговського Гадяцької міської ради;
- Гадяцький опорний ліцей імені Лесі Українки Гадяцької міської ради;
- Біленченківська філія Гадяцького опорного ліцею імені Лесі Українки Гадяцької міської ради;
- Сарський опорний ліцей Гадяцької міської ради.

заклади дошкільної освіти:
- Заклад дошкільної освіти № 2 «Берізка» [Архівовано 19 лютого 2020 у Wayback Machine.];
- Заклад дошкільної освіти № 6 «Сонечко», [Архівовано 8 серпня 2018 у Wayback Machine.];
- Заклад дошкільної освіти № 9 «Дзвіночок» [Архівовано 8 серпня 2018 у Wayback Machine.];
- Заклад дошкільної освіти № 10 «Казка» [Архівовано 19 лютого 2020 у Wayback Machine.];
- Заклад дошкільної освіти «Веснянка» [Архівовано 8 серпня 2018 у Wayback Machine.];
- Заклад дошкільної освіти «Первоцвіт» [Архівовано 19 лютого 2020 у Wayback Machine.];
- Заклад дошкільної освіти «Світанок» (с. Біленченківка) [Архівовано 24 жовтня 2018 у Wayback Machine.];
- Заклад дошкільної освіти "Колосок" (с. Сари).
- Заклад дошкільної освіти "Кокта" (с. Біленченківка).

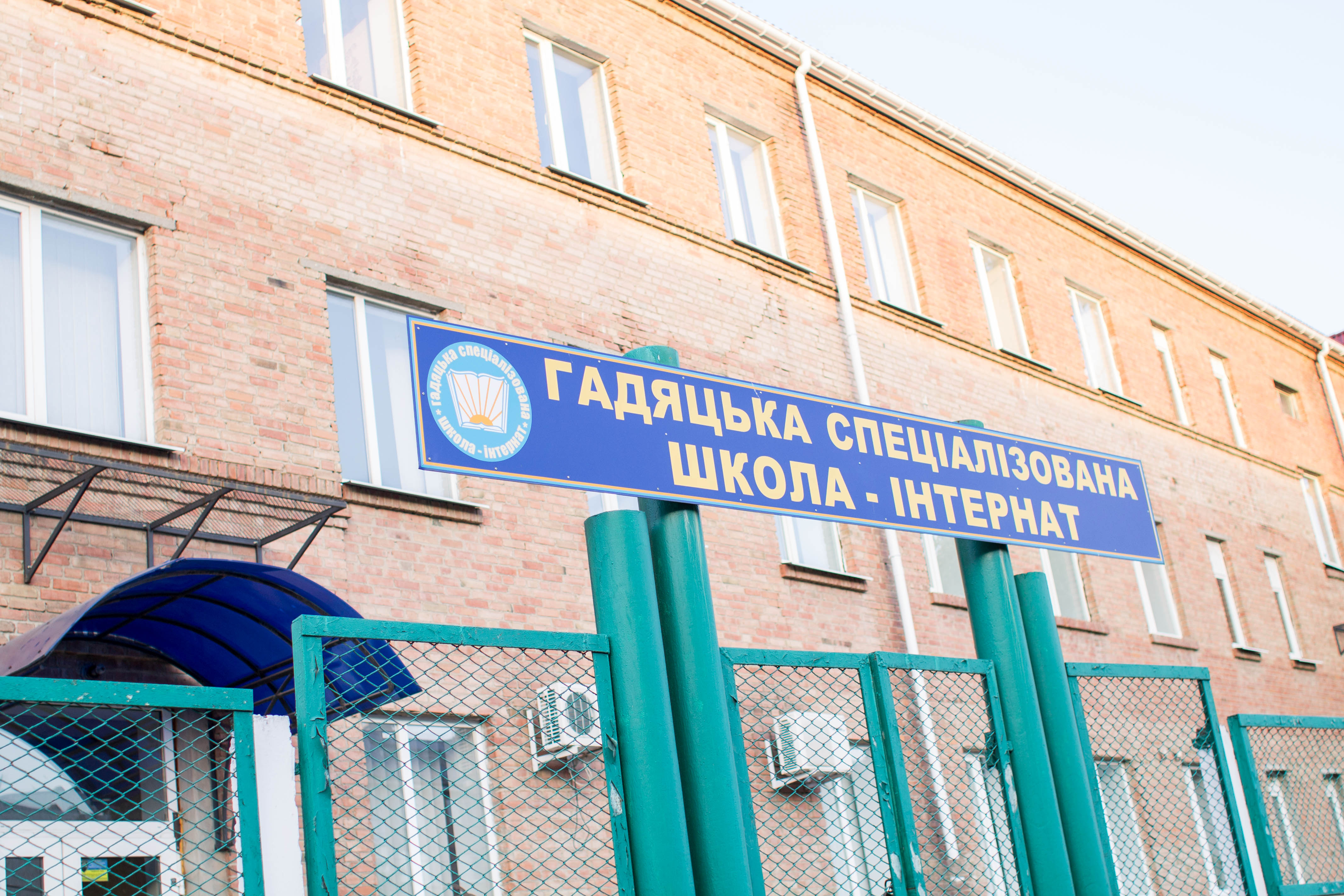
Гадяцький профільний ліцей імені Є. П. Кочергіна

У м. Гадячі працює також Гадяцький профільний ліцей імені Т.Г. Шевченка, який підпорядковано Полтавській обласній раді.
Заклади позашкільної освіти:
- Комунальна установа "Гадяцька комплексна дитячо-юнацька спортивна школа" Гадяцької міської ради;
- Комунальна установа "Гадяцький будинок дитячої та юнацької творчості" Гадяцької міської ради;
- Гадяцька дитяча музична школа.

Заклади професійно-технічної освіти:
- Державний навчальний заклад «Гадяцьке аграрне училище» (колишня однорічна сільськогосподарська школа" [Архівовано 7 серпня 2018 у Wayback Machine.] — один з провідних закладів освіти України, у якому готують спеціалістів з бджільництва. Її було організовано в 1932 році як районну колгоспну школу для підготовки фахівців масової кваліфікації сільськогосподарського виробництва. На місці нинішнього ДНЗ «Гадяцьке аграрне училище» містилася Гадяцька фортеця, а після її зруйнування — в'язниця.
- Державний навчальний заклад «Гадяцьке вище професійне училище» [Архівовано 7 серпня 2018 у Wayback Machine.], де для підготовки з кожної професії є необхідні кабінети, лабораторії, майстерні, приміщення для технічного обслуговування, обладнані навчальні майданчики.

Заклади та установи вищої освіти:
- Полтавський філіал Інституту бджільництва ім. І. П. Прокоповича виник на базі Української дослідної станції бджільництва, яка з 1953 року знаходиться у м. Гадячі. З 1990 року філіал підпорядковується Інституту бджільництва м. Києва.Сучасна історія школи бджільництва починається у 2012 році. Тоді Гадяцька однорічна сільськогосподарська школа, отримала назву Державний навчальний заклад «Гадяцьке аграрне училище». Тут знаходиться столярна майстерня для відпрацювання практичних навичок. Училище обладнане спортивними кімнатами та сучасними тренажерами. Бібліотека та читальний зал налічує 6 тисяч книг з навчальної літератури. Нині училище розвиває співпрацю з ННЦ «Інститут бджільництва імені П. І. Прокоповича». Направляє на практику студентів до Гадяцького восковощинного заводів, який має спеціальні лабораторії та цехи. До того ж студенти мають змогу проходити практику у відомих українських пасічників. [17] Гадяцький коледж культури і мистецтв

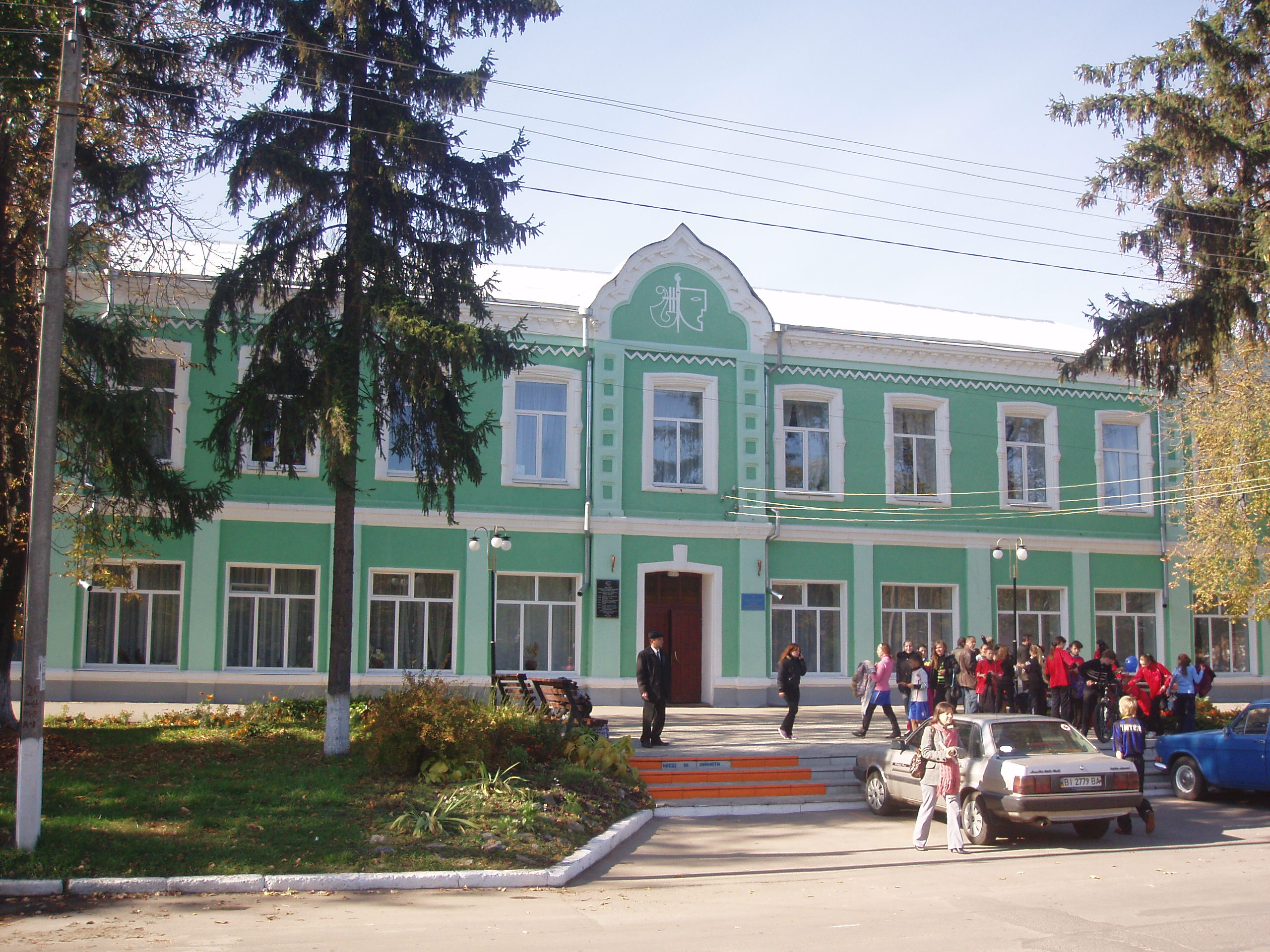
Гадяцький коледж культури і мистецтв

Комунальний вищий навчальний заклад «Гадяцький коледж культури і мистецтв імені І. П. Котляревського» в м. Гадячі майже за півстоліття свого існування підготував для культурно-освітніх закладів тисячі спеціалістів. Серед них заслужений діяч мистецтв України О. М. Юзефович, заслужений артист України Віталій Скакун, чимало працівників культури України та інших відомих людей.
Училище успішно розвивається досі, а у 2016 році було перейменоване на Гадяцький  коледж культури і мистецтв ім. І. П. Котляревського, а у 2020 – на Гадяцький фаховий коледж культури і мистецтв імені І. П. Котляревського. 

## Культура
Див. також Культура Гадяча
У місті є ряд культурологічних, історико-краєзначих, духовних і освітніх установ та пам'яток:
- Гадяцький літературний музей родини Драгоманових[19],
- Свято-Михайлівська Церква (Церква Святого Михайла) (ПЦУ)
- Всіхсвятська церква (Гадяч) (УПЦ МП)
- Свято-Успенський собор (УПЦ МП),
- Гадяцький історико-краєзнавчий музей,
- Гадяцькі підземелля,
- Урочище Зелений Гай
- Гадяцьке училище культури імені І. П. Котляревського.

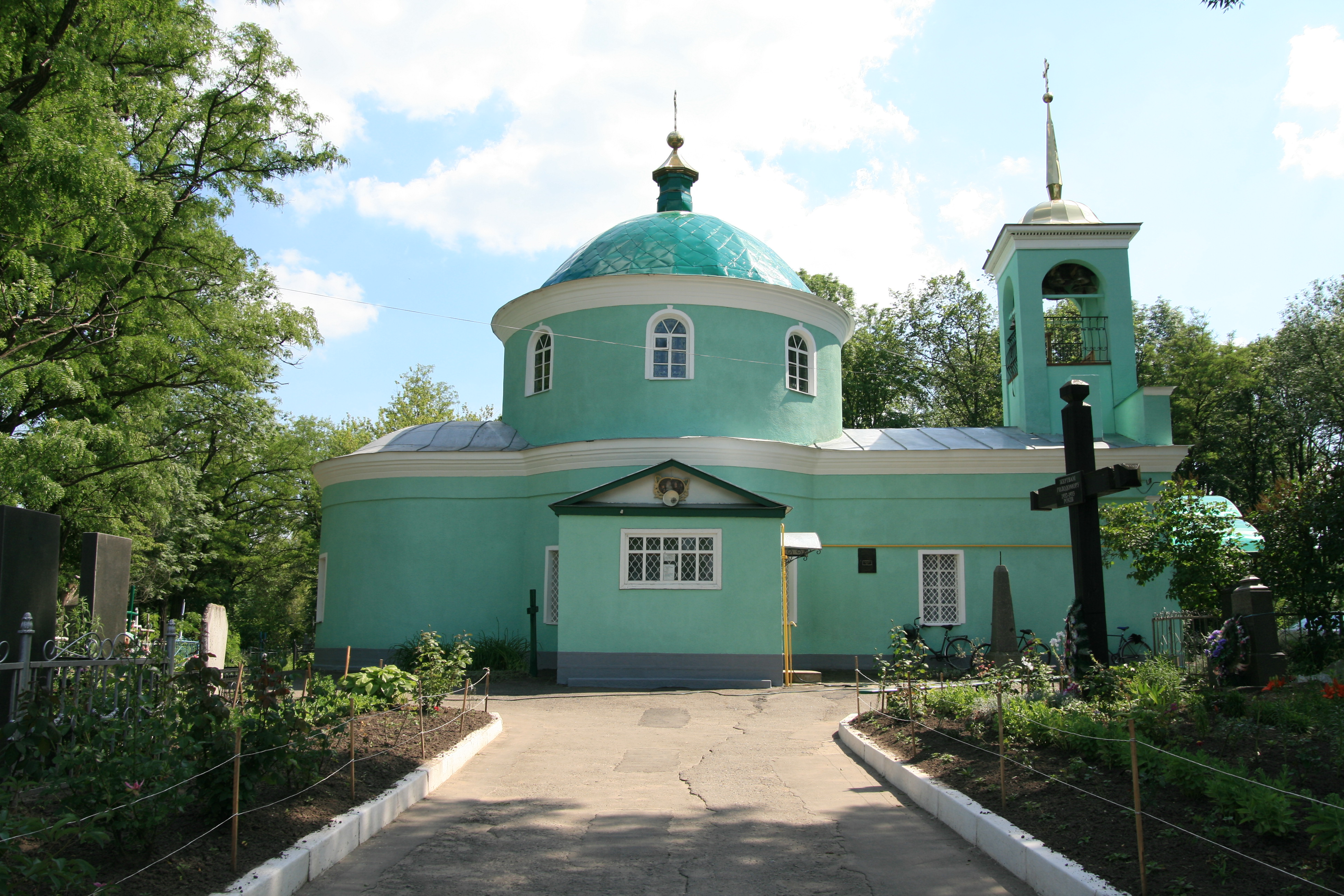
На старому міському цвинтарі

- Музей молотка На старому міському цвинтарі

### Релігія
- Собор Успіння Пресвятої Богородиці (УПЦ МП)[20]
- Церква Всіх Святих (УПЦ МП)
- Свято-Михайлівська Церква (Церква Святого Михайла) (ПЦУ)
- Церква Повного Євангелія "Нове Життя"
- Богоявленська церква (колишня)
- Петропавлівська церква (колишня)
- Преображенська церква (колиня)
- Покровська церква (колишня)
- Хрестовоздвиженська церква (колишня)
- Ануфрієва церква "Нове Життя"

### Туристичні маршрути, пам'ятні місця Гадяча

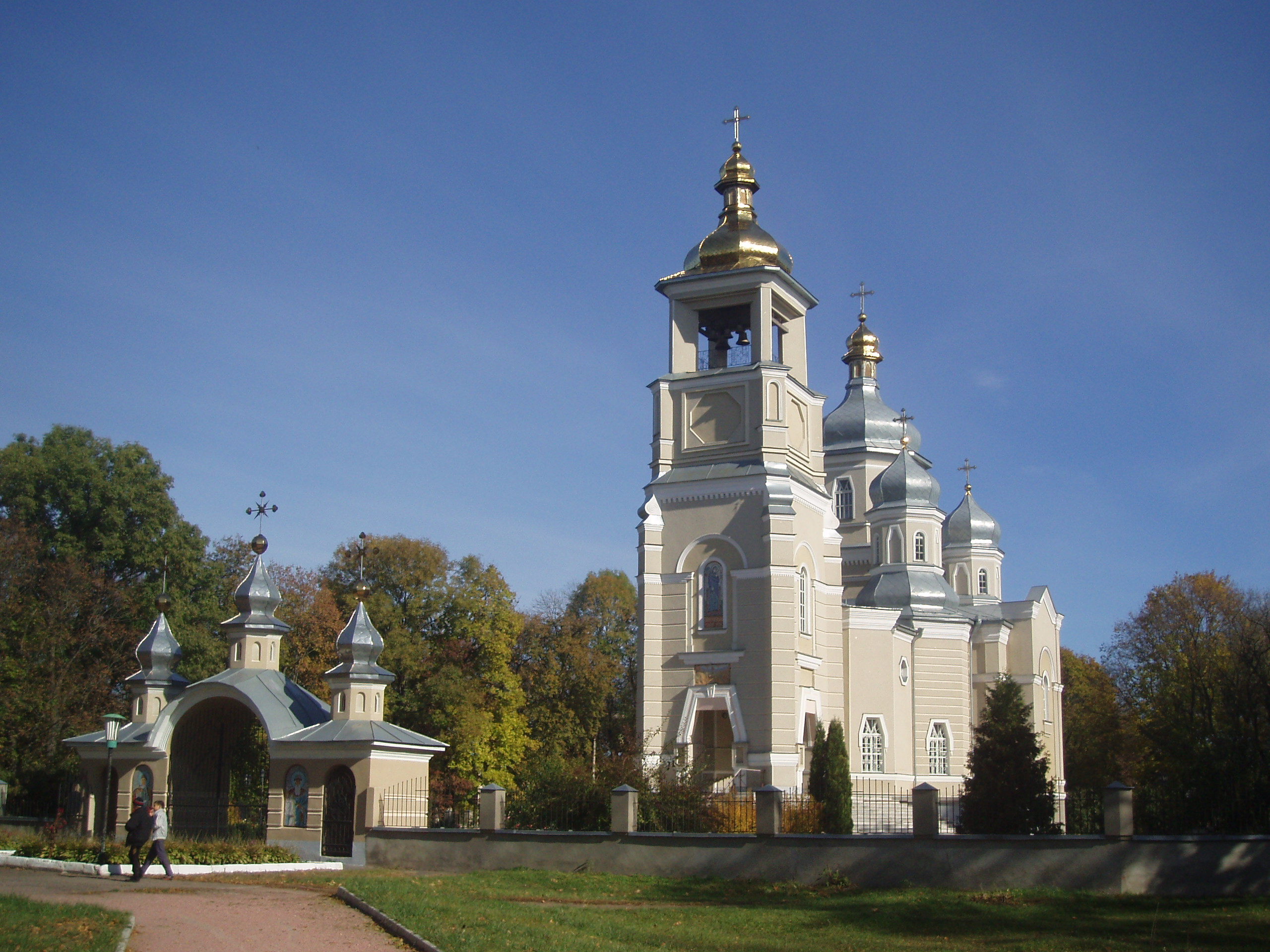
Свято-Успенський собор

Див. також Туризм у Гадячі
Гадяч — це місто на Полтавщині, звідки пішов Драгоманівський рід — тут народилися Олена Пчілка і Михайло Драгоманов — українські громадські діячі. Хоч Гадяч і має небагато артефактів гетьманської доби чи життя Драгоманових у місті, жителі Гадяча всіляко популяризують свої історичні корені: тут проходять фестивалі, пов'язані із гетьманщиною, відбувається церемонія нагородження літературно-мистецької премії імені Олени Пчілки. Завдяки мальовничим краєвидам з тінистими сосновими борами, розмаїтими березовими гаями, блакитнооким красенем Пслом, Гадяч по праву вважається окрасою Полтавської області. Це місце, куди із задоволенням приїжджають відпочивати жителі не тільки сусідніх міст, а й сусідніх країн, насолоджуючись первозданною красою місцевої природи, затишком міських вулиць і загальною атмосферою дружелюбності та гостинності.
Місто Гадяч — центр паломництва туристів єврейського походження з різних країн світу (Ізраїлю, США, Канади, Польщі, Росії, Прибалтики), оскільки тут у 1813 році було поховано засновника хасидського руху Хабад (релігійної течії в юдаїзмі) Шнеур-Залмана (також відомого як Алтер Ребе; 1745 —1813 рр.). Місто Гадяч займає визначне місце в українській історії. Тут була резиденція декількох Гетьманів України. Гадяч був однією з найбільших рангових маєтностей українських гетьманів. В Гадячі мали помешкання видатні українські письменники та поети, зокрема, Олена Пчілка, Леся Українка. Все це обумовлює непересічний інтерес до міста з боку туристів.
Перспективи Гадяча як туристичного центру полягають у відбудові історичних місць, зокрема, на Замковій горі («Замок»), де у 1663 році була резиденція гетьмана Івана Брюховецького. Визнання на офіційному рівні м. Гадяча Гетьманською столицею дало б змогу отримувати державні кошти на розбудову історичної частини міста. Цікавим об'єктом туризму у місті Гадячі є єдиний в Україні «Музей молотка», де зібрана велика колекція різноманітних молотків: від найменшого стоматологічного до акули-молота.
Природоохоронні об'єкти:
- Дуб черешчатий (центральна районна лікарня)

Гадяцький історико-краєзнавчий музей.

Урочище Зелений Гай у Гадячі, де у дачному будинку в 1893—1906 рр. жила та творила видатна українська письменниця, поетеса, перекладачка Леся Українка

- Дуб черешчатий (санепідемстанція)
- Урочище «Галочка»

### Вишивка
Гадяцька вишита сорочка є втіленням найкращих традицій української вишивки. Її унікальність у тому, що на вишивці жодного хрестика – тільки вирізування, лиштва, низка або тамбурний шов. А синій колір нитки (фарбник кольору індиго доставлявся в давнину з Індії і тому був дорогим) та високий рівень виконання є характерними рисами вишиванки краю та багато років є візитівкою гадячан по всій Україні. З 2023 року є елементом нематеріальної культурної спадщини України.

## Засоби масової інформації
Гадяч. City [Архівовано 11 грудня 2019 у Wayback Machine.] — міське інтернет-видання, запущене влітку 2019 року командою місцевої газети «Гадяцький вісник» та Агенцією розвитку локальних медіа «Або». 
Докладніше: Базар Медіа в Україні http://www.bazarmedia.info/ [Архівовано 17 січня 2019 у Wayback Machine.] [Архівовано 17 січня 2019 у Wayback Machine.]

## Спорт
Див. також Відділ освіти, молоді та спорту Гадяцької міської ради [Архівовано 13 лютого 2017 у Wayback Machine.]

## Відомі люди
Див. також Категорія:Персоналії:Гадяч, Хто був і є у місті Гадячі [Архівовано 18 травня 2017 у Wayback Machine.]
- Амбодик-Максимович Нестор Максимович — український вчений-енциклопедист.
- Бакай Микола Микитович — український радянський історик-архівіст.
- Бутович Микола Григорович — український живописець і графік, майстер декоративної графіки, ілюстрації, карикатури; письменник-мемуарист, автор епіграм.
- Галушко-Аксьоненко Наталія Олегівна (нар. 1956) — українська художниця декоративно-ужиткового мистецтва.
- Драгоманов Михайло Петрович — український публіцист, історик, філософ, економіст, літературознавець, фольклорист, громадський діяч, засновник українського соціалізму.
- Данилейко Олександр Іванович — український дипломат, Генеральний консул України в Торонто, Канада.
- Доля Олексій Леонтійович — український вчений-етнограф.
- Жадько Ігор Віталійович (1976—2015) — солдат Збройних сил України, учасник російсько-української війни.
- Жовтобрюх Михайло Андрійович — український мовознавець, доктор філологічних наук.
- Задніпровський Леонід Сергійович — Заслужений артист УРСР.
- Захаренко Всеволод Борисович — український вчений — ентомолог та гідробіолог
- Ільченко Сергій Анатолійович (1975—2015) — старший солдат Збройних сил України, учасник російсько-української війни.
- Карасюк Іван Маркіянович — український вчений у галузі агрономії.
- Коренівський Данило Григорович — український математик.
- Крат Михайло Миколайович — генерал-поручник Армії УНР.
- Лазуренко Степан Савич — полковник Армії УНР.[29]
- Леонтович Володимир Григорович (15 липня 1881 — 29 квітня 1968) — український інженер-будівельник, геодезист, доктор технічних наук, професор Київського інженерно-будівельного інституту та Київського національного університету імені Тараса Шевченка.
- Леся Українка — українська поетеса.
- Липовець Карпо Андрійович — старшина української армії.[30]
- Литвиненко Володимир Миколайович — український живописець південно-руської художньої школи, Член Спілки художників України, заслужений художник України.
- Макаренко Андрій Гаврилович — (17 липня 1885, м. Гадяч — 28 вересня 1963, Г'юстон, штат Техас, США) — український політичний діяч. Молодший брат Олександра Макаренка.
- Михайлик Віктор Дмитрович — український науковець, доктор технічних наук.
- Одарченко Петро Васильович — український літературознавець та мовознавець, критик, педагог, дійсний член УВАН та НТШ, член Національної спілки письменників України, почесний доктор НаУКМА.
- Косач Ольга Петрівна — українська письменниця.
- Пономаренко Руслан Миколайович (1978—2015) — старший сержант Збройних сил України, учасник російсько-української війни.
- Скакун Віталій Михайлович — український диригент, заслужений артист України.
- Тереховський Мартин Матвійович (1740—1796) — український біолог і лікар, один з перших дослідників-мікроскопістів.
- Устілко Дмитро Сергійович — капітан Збройних сил України, учасник російсько-української війни.
- Фесенко Надія Михайлівна (1929—1990) — українська письменниця, перекладач, мовознавець, педагог.
- Ханін Яків Давидович (нар. 1922) — український та молдавський вчений у галузі виноградарства.
- Шевченко Олександр Анатолійович — український поет, композитор.
- Юзефович Олексій Миколайович — український диригент.
- Городовський Андрій (справжнє прізвище — Рудченко)  — вигаданий персонаж, головний герой твору Валер'яна Підмогильного Повість без назви.

## Галерея

Гадяч… "Тут ви побачите вже таку Україну, що "українішої" й нема". Леся Українка.
Гадяцький історико-краєзнавчий музей.
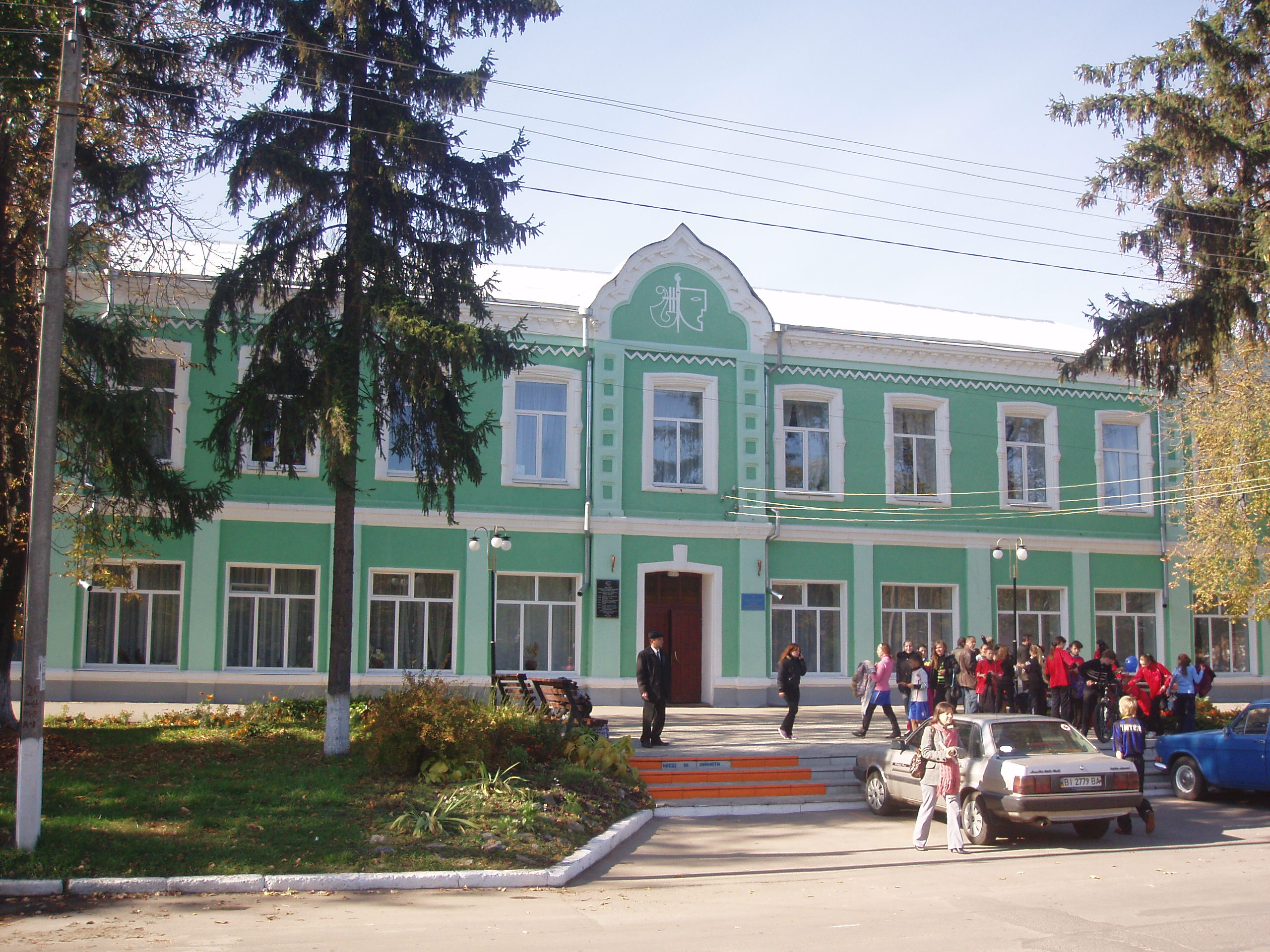
Державне училище культури.
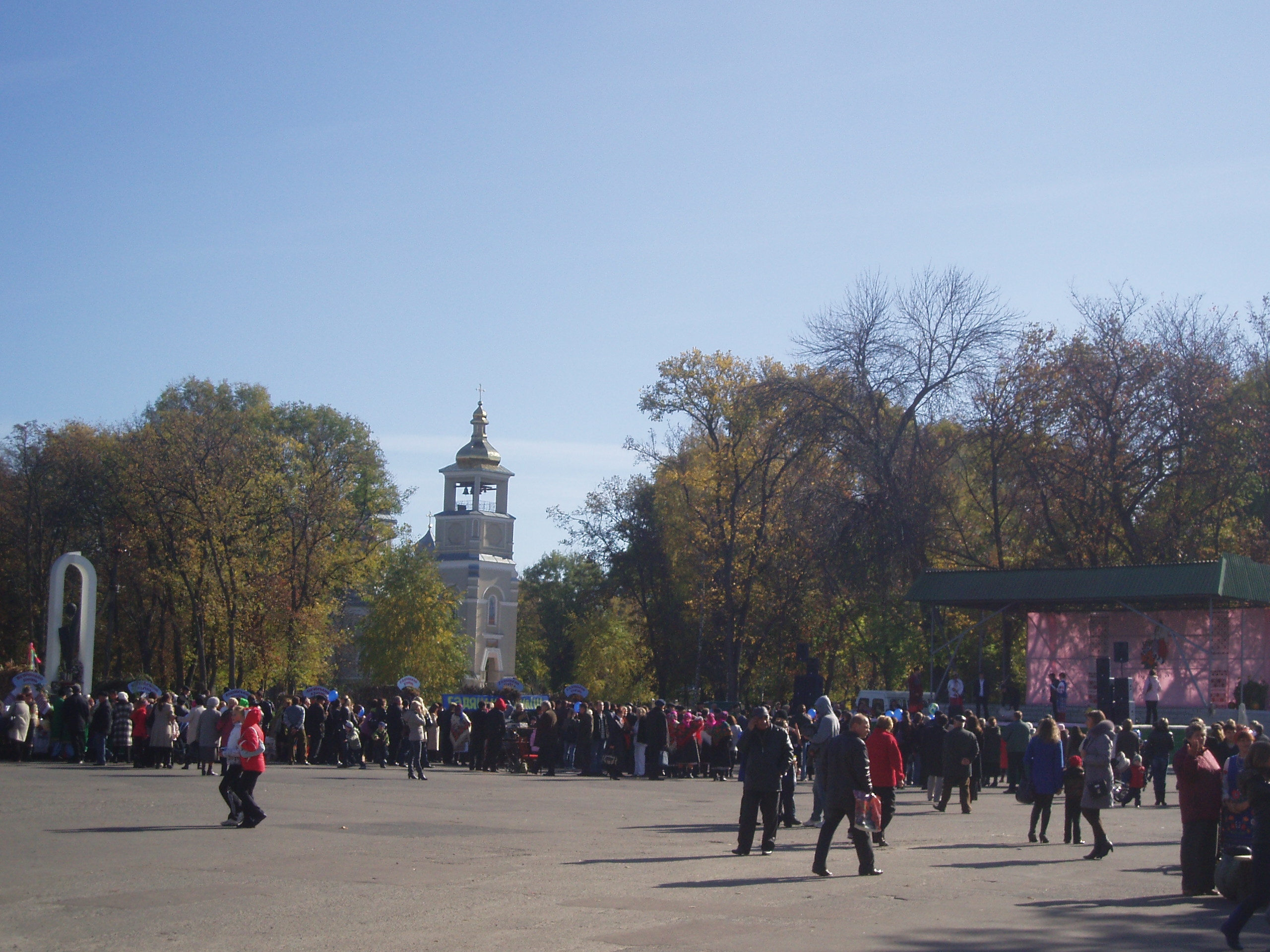
Центр міста (жовтень 2010)
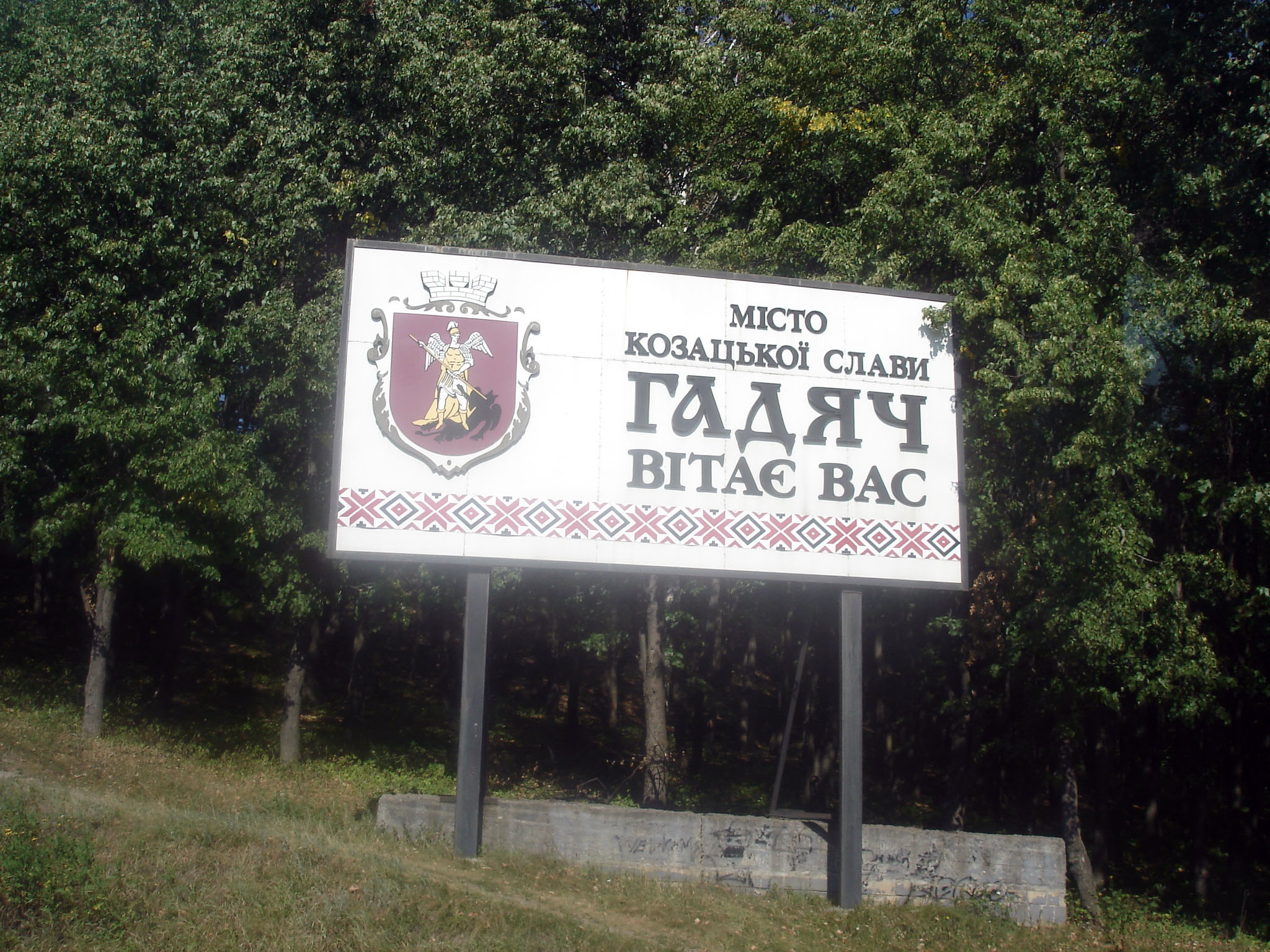
Запрошення до Гадяча - міста козацької слави.
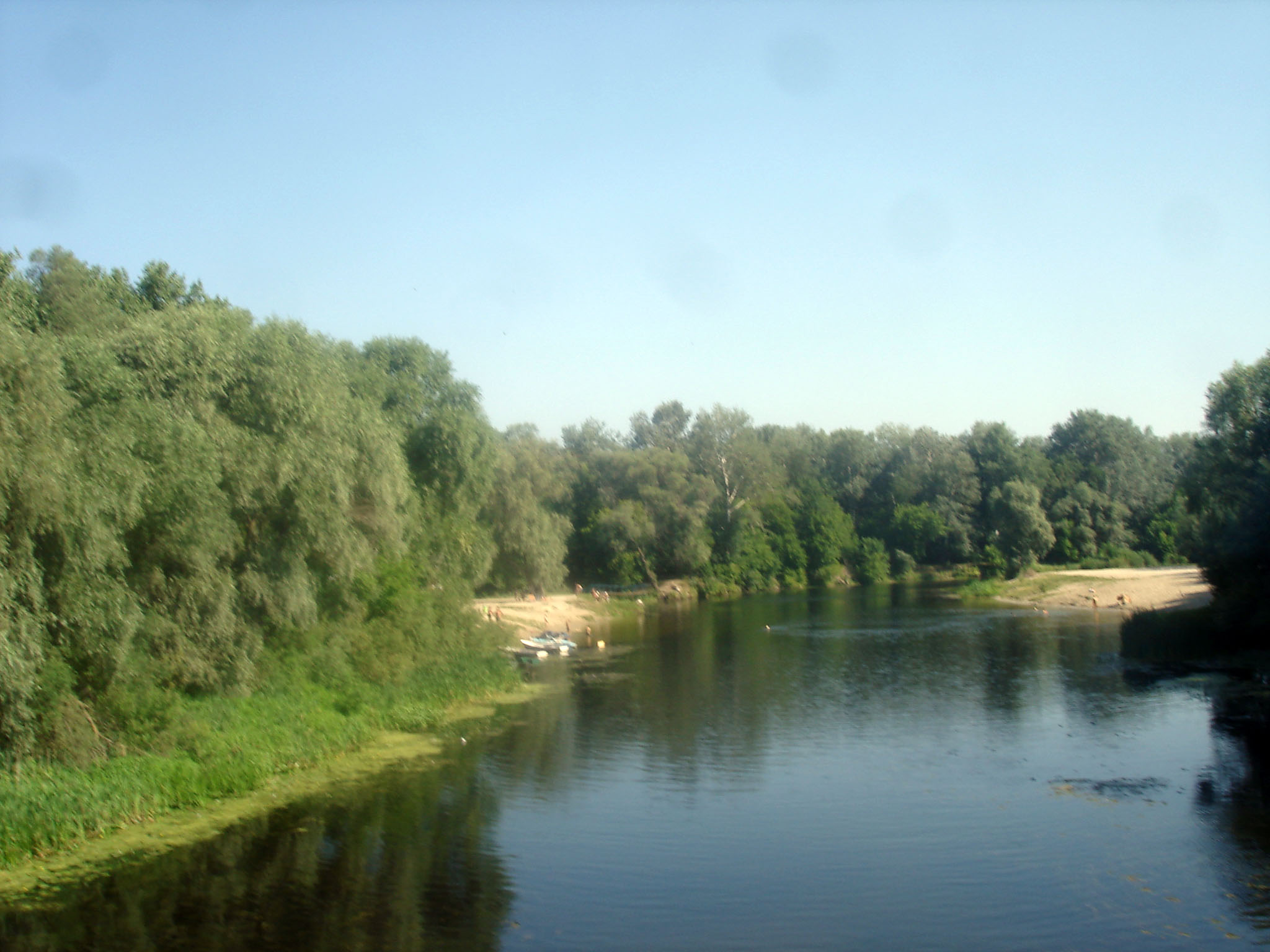
Річка Псел в околицях м. Гадяч.
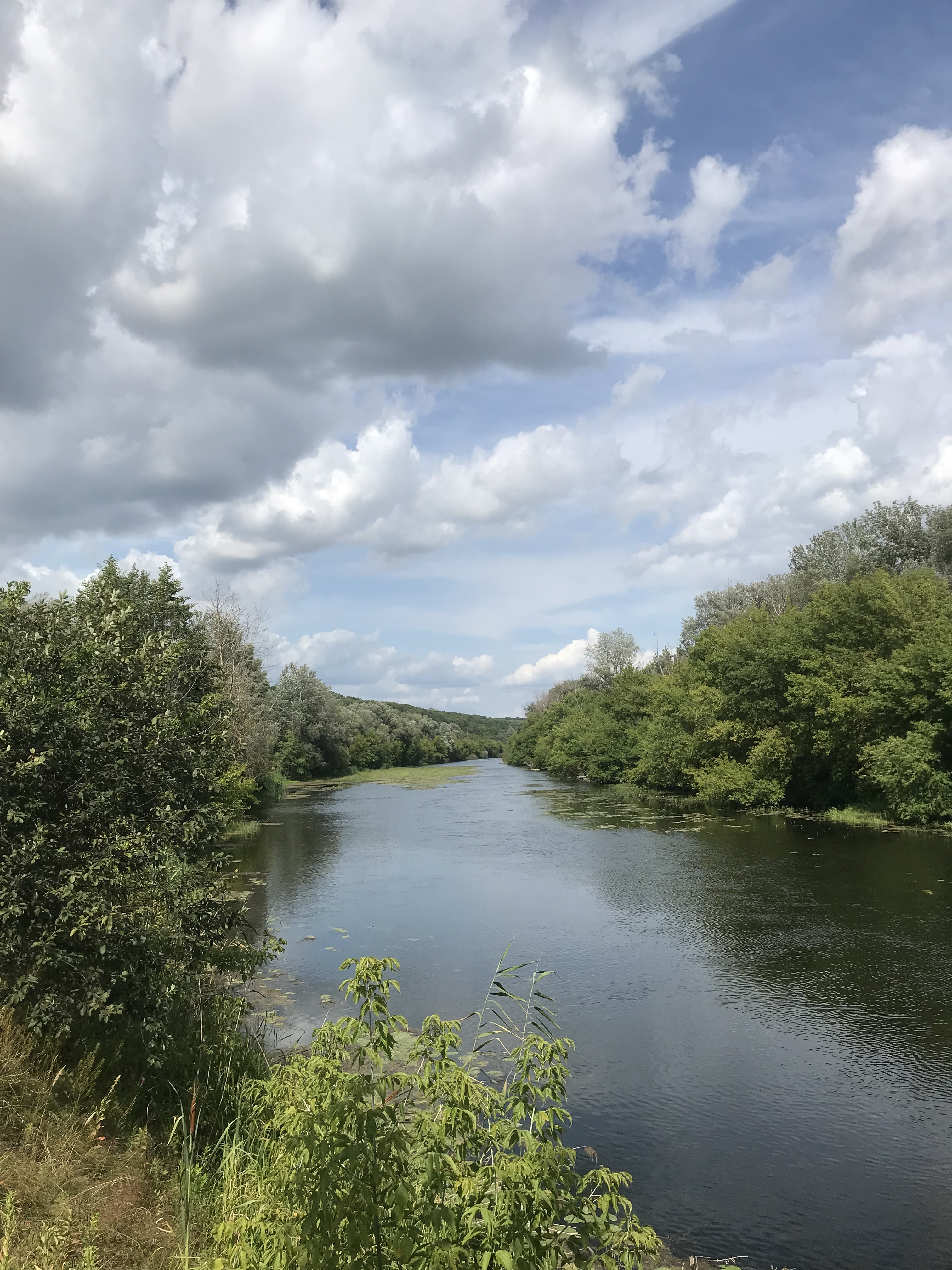
Псел в околицях міста
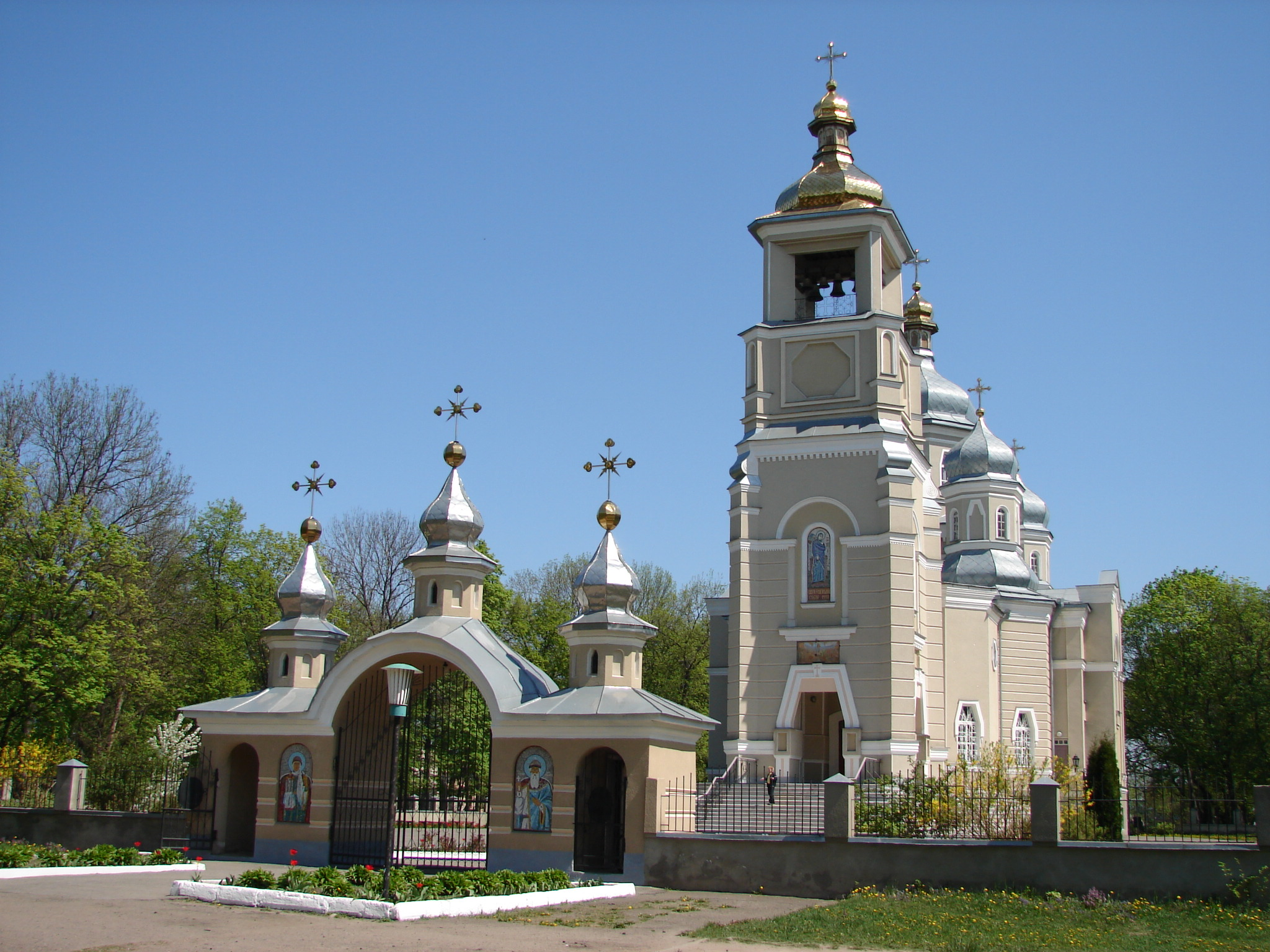
Свято-Успенський собор
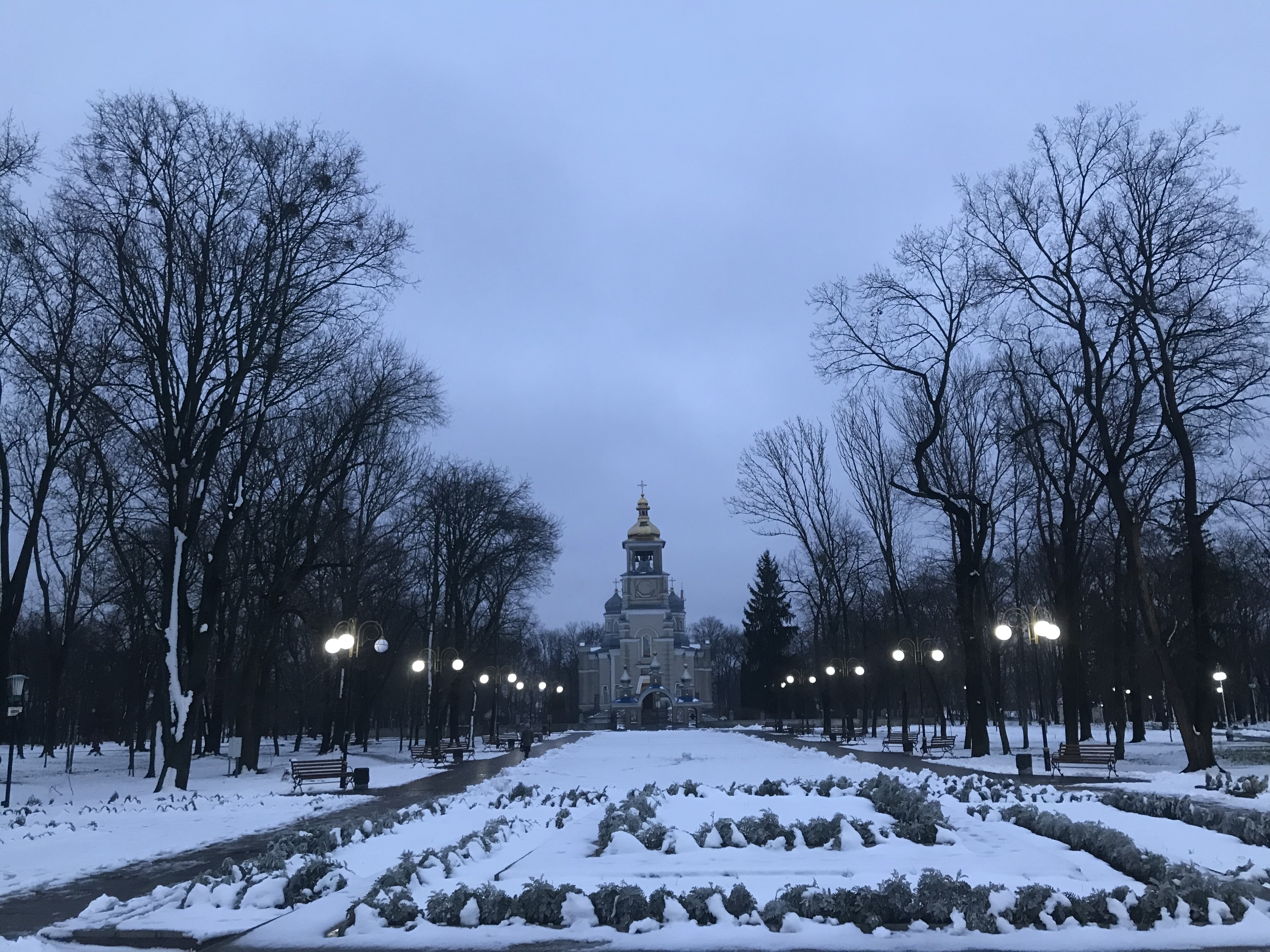
Собор вечірньої пори взимку
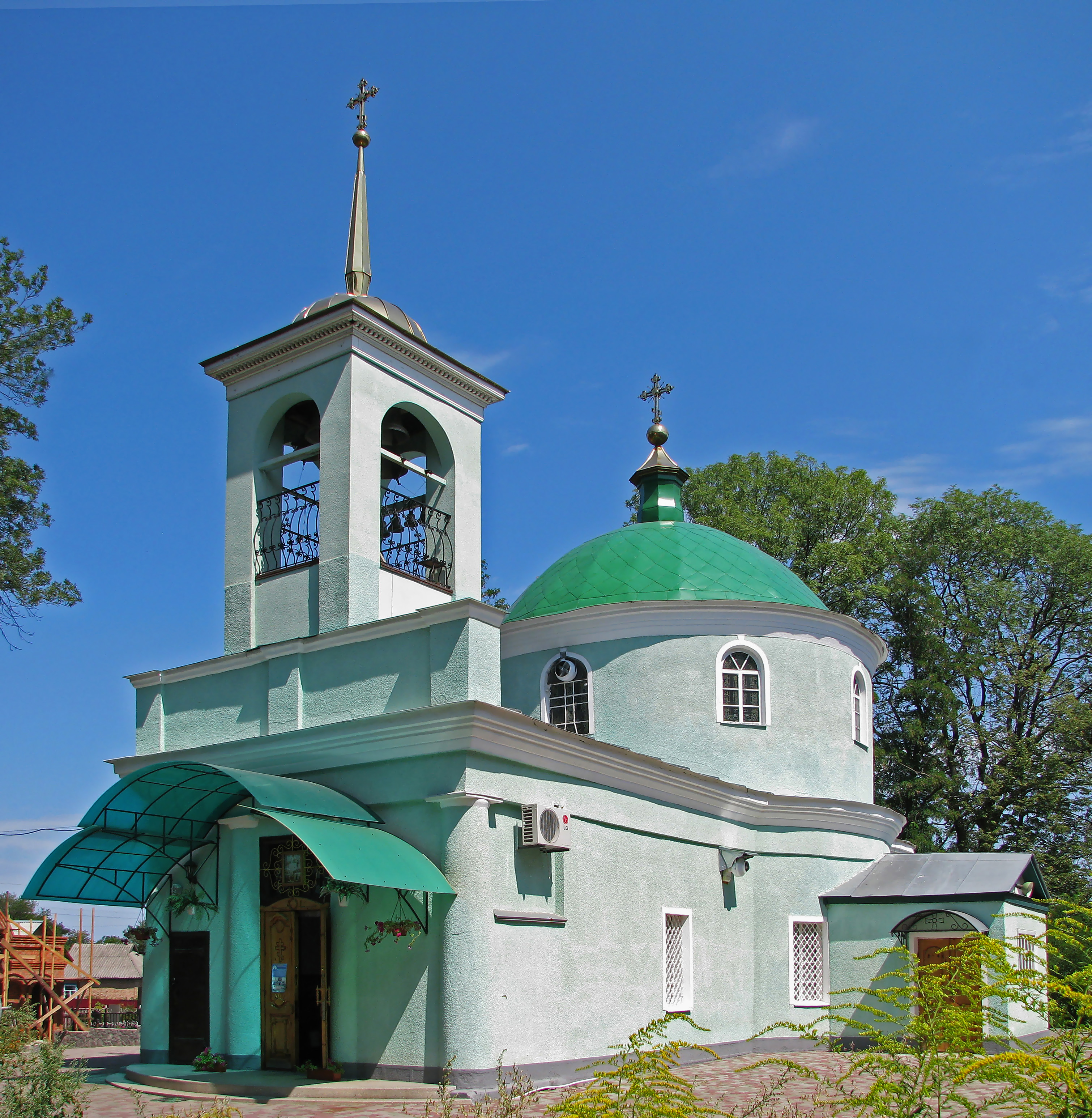
Всесвятська церква 1836 р.
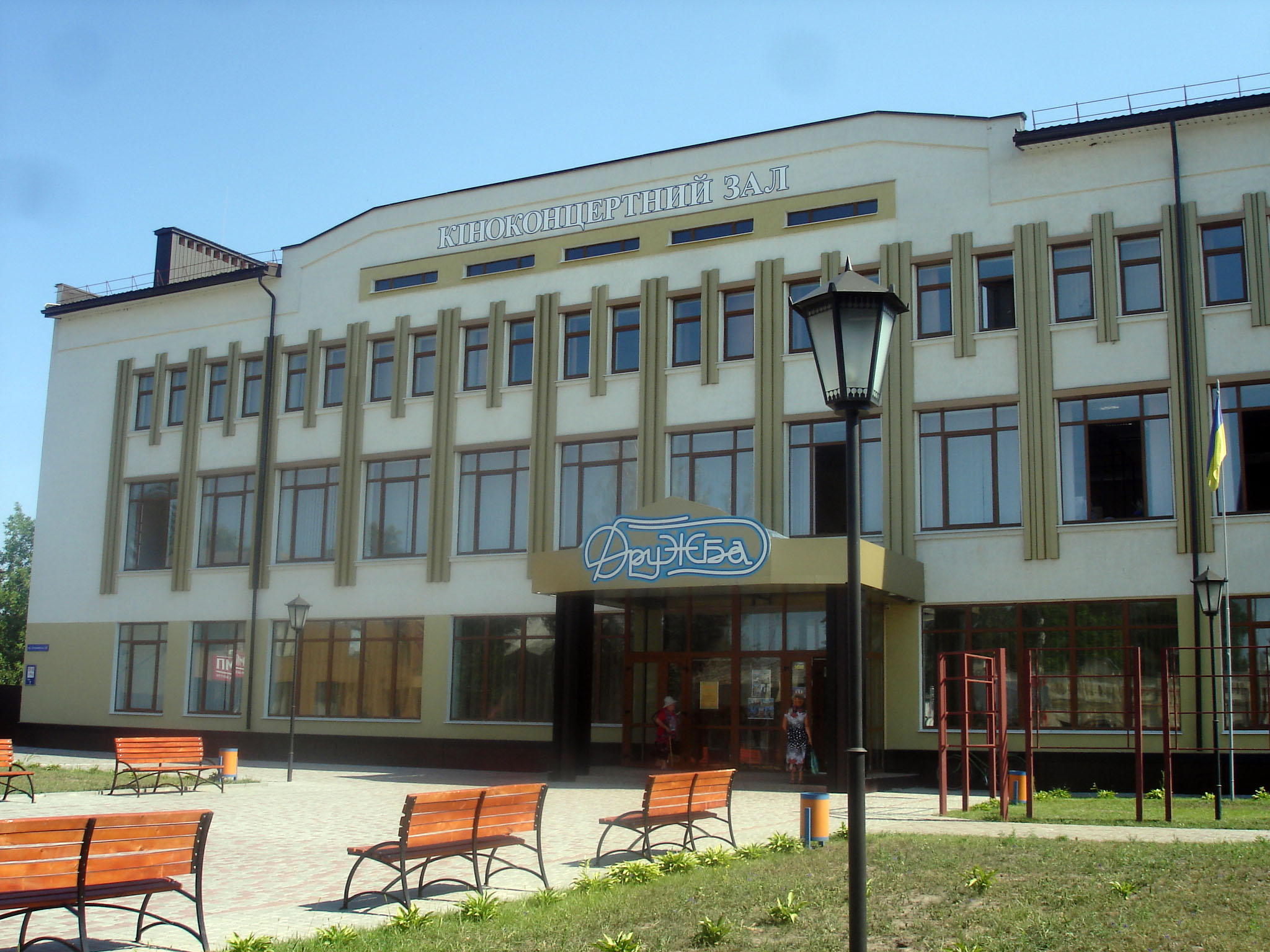
Концертний зал
Урочище Зелений Гай.
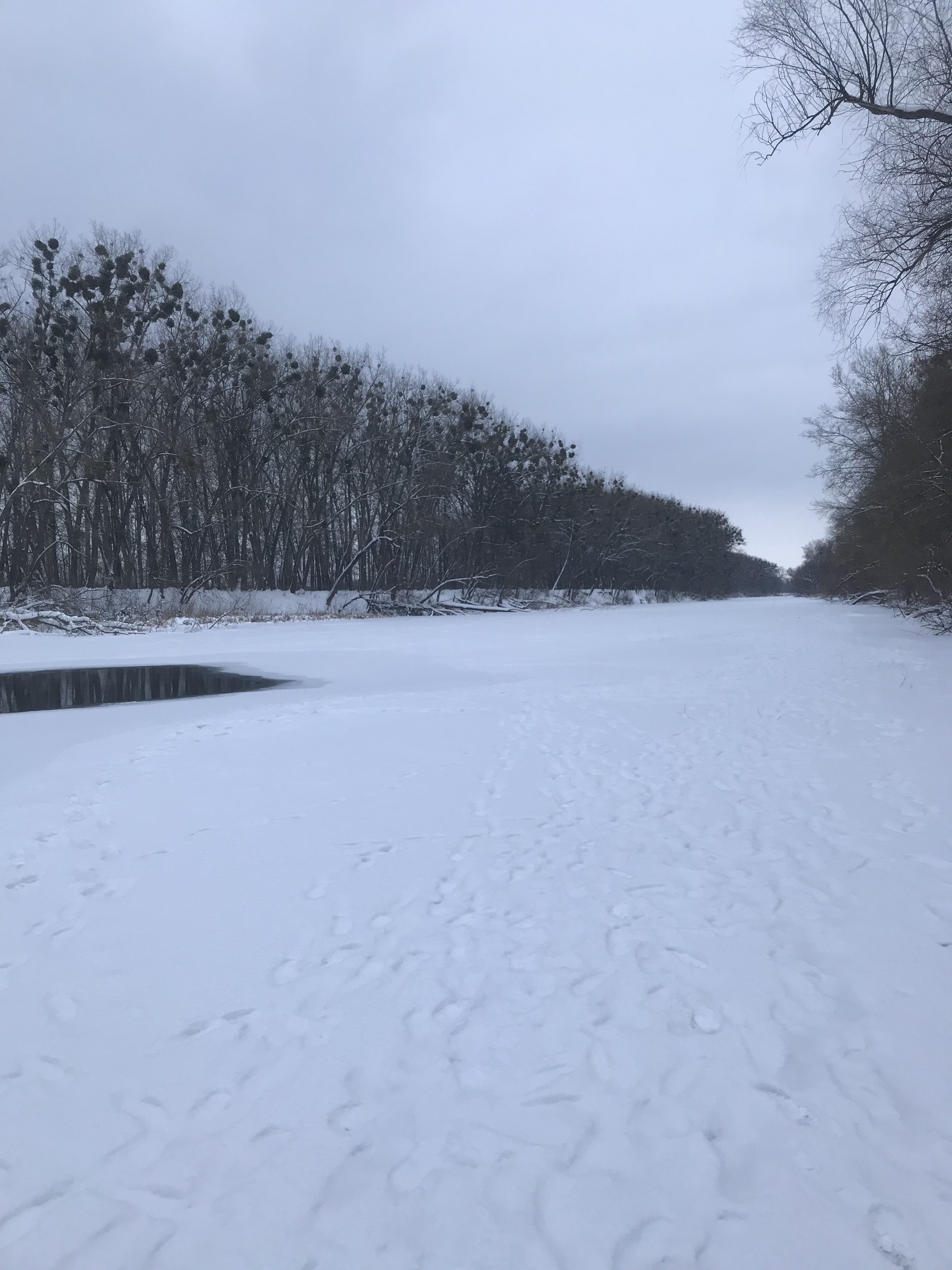
Замерзлий Псел в Зеленому Гаю.
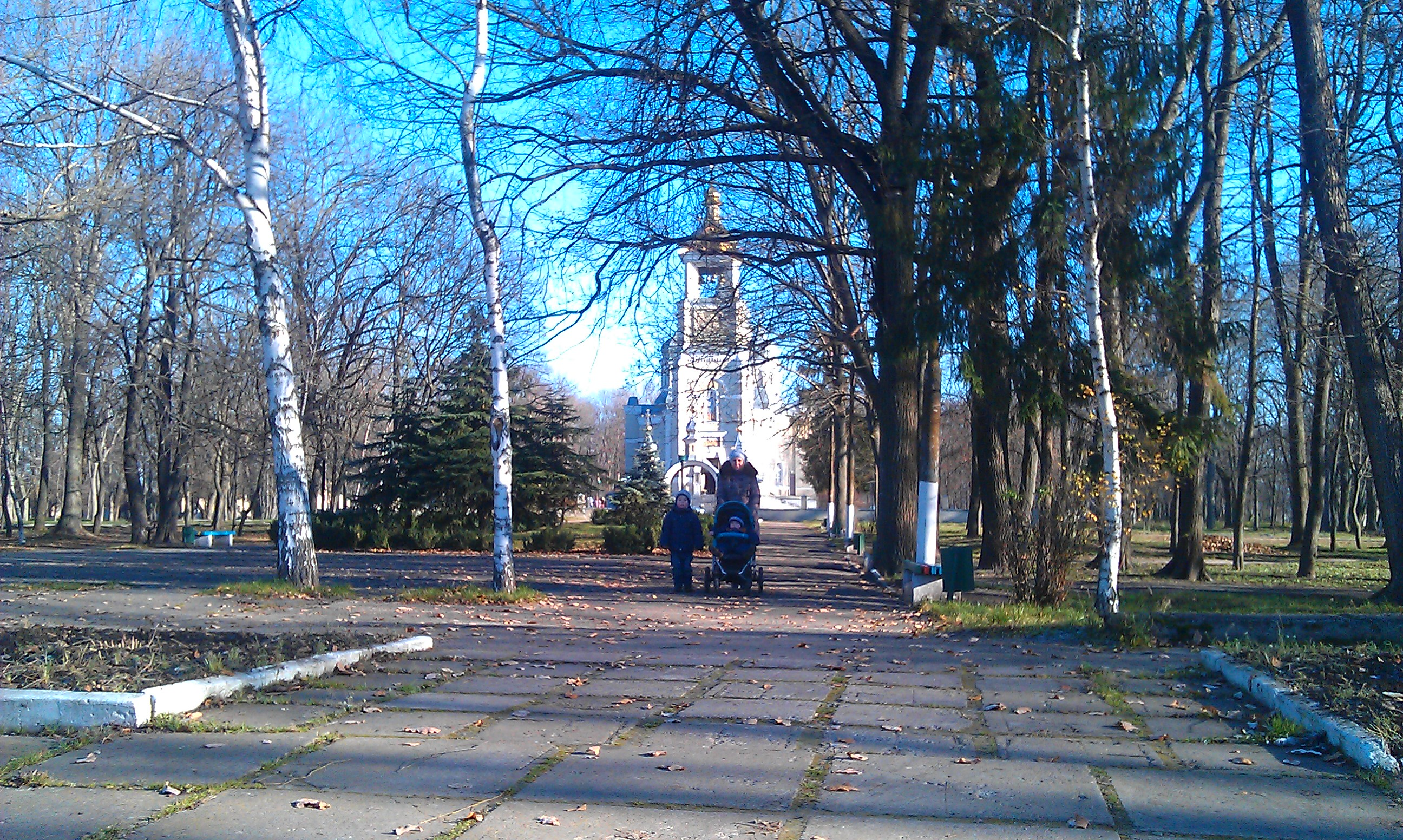
Центральний парк міста.
Урочище Зелений Гай. Пам'ятна стела на честь М.Драгоманова.
Леся Українка з родиною у Гадячі.
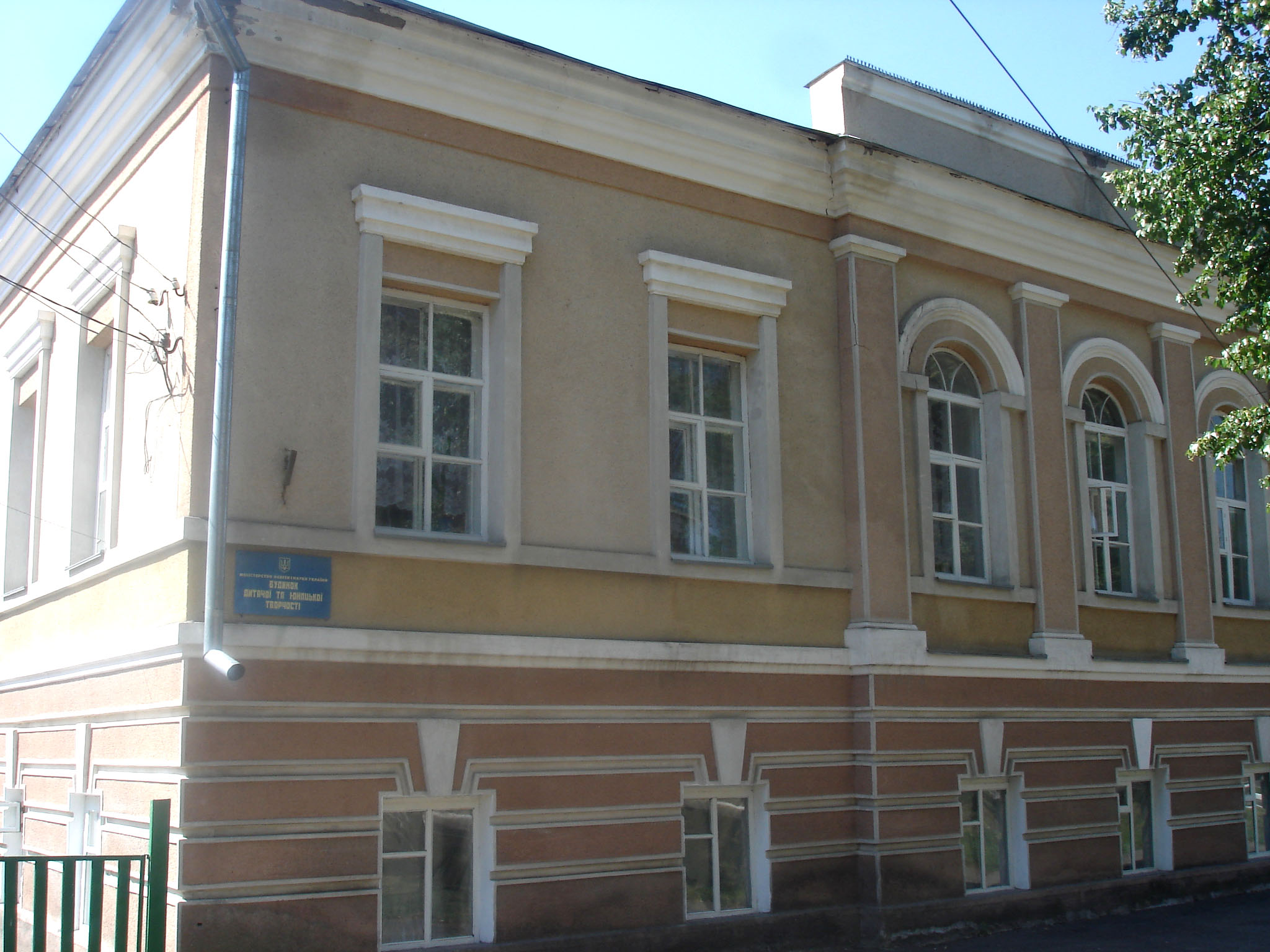
Будинок дитячої та юнацької творчості.
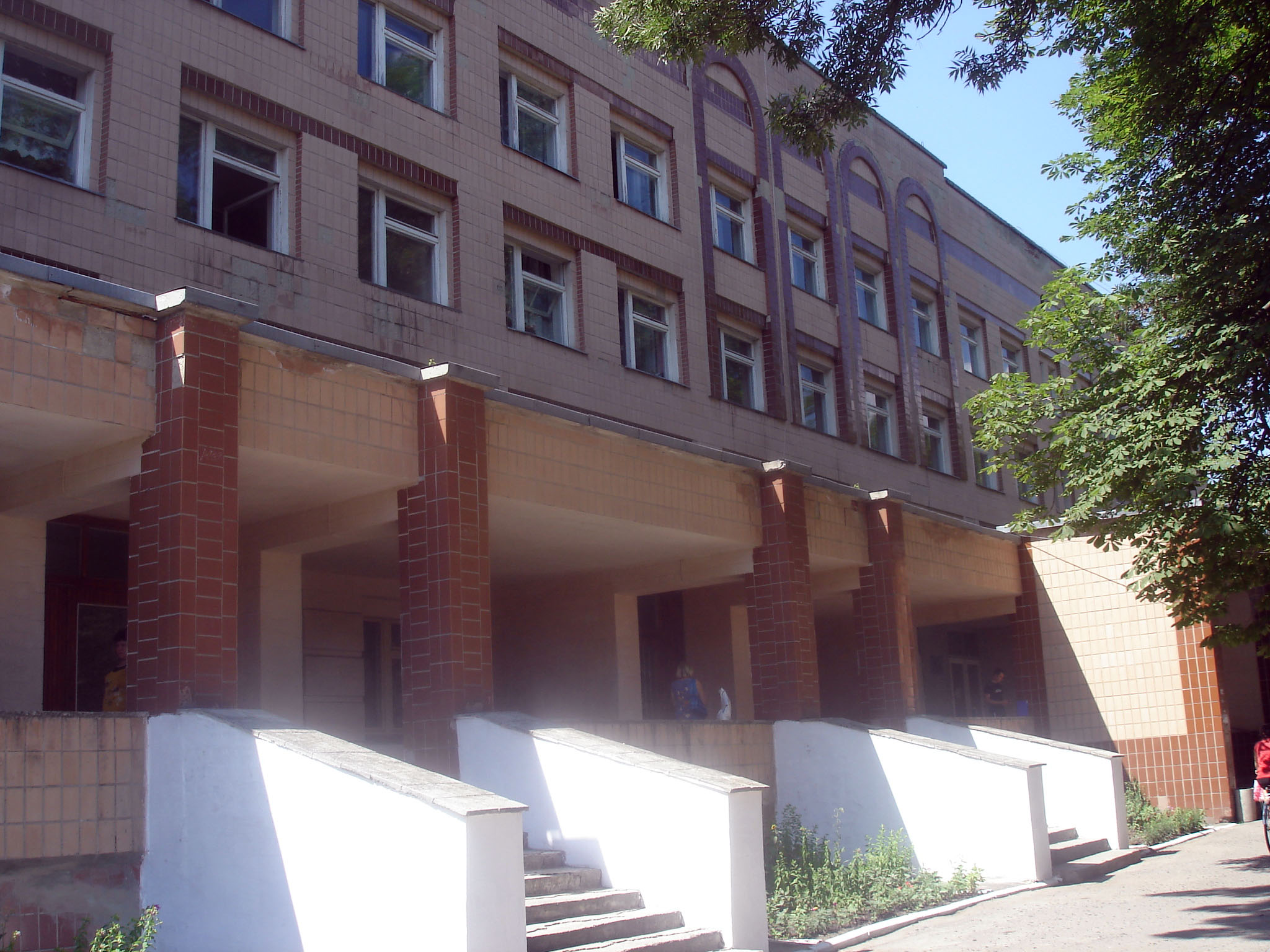
Поліклініка у Гадячі.
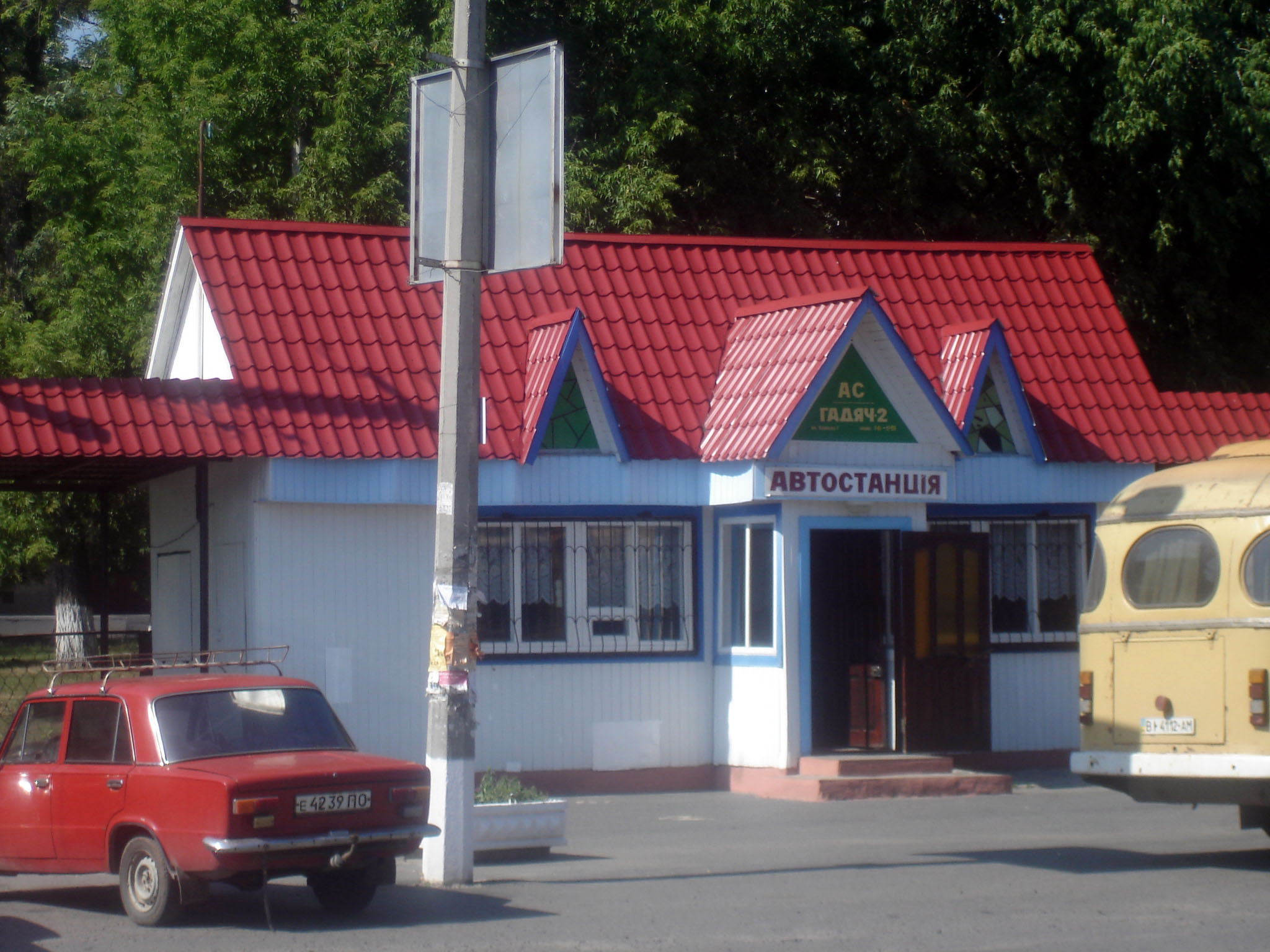
Автостанція м. Гадяча.
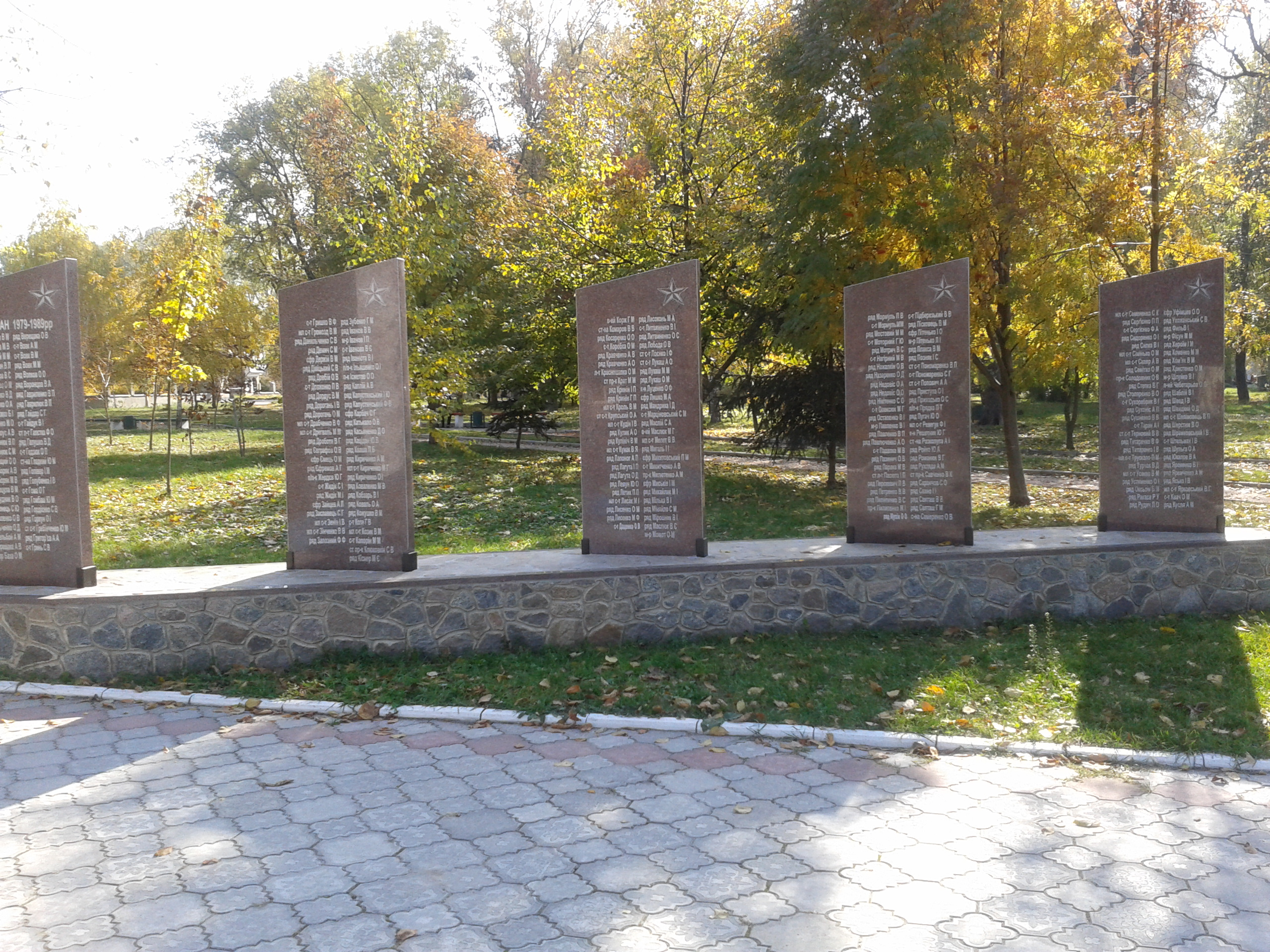
Пам'ятник воїнам-інтернаціоналістам
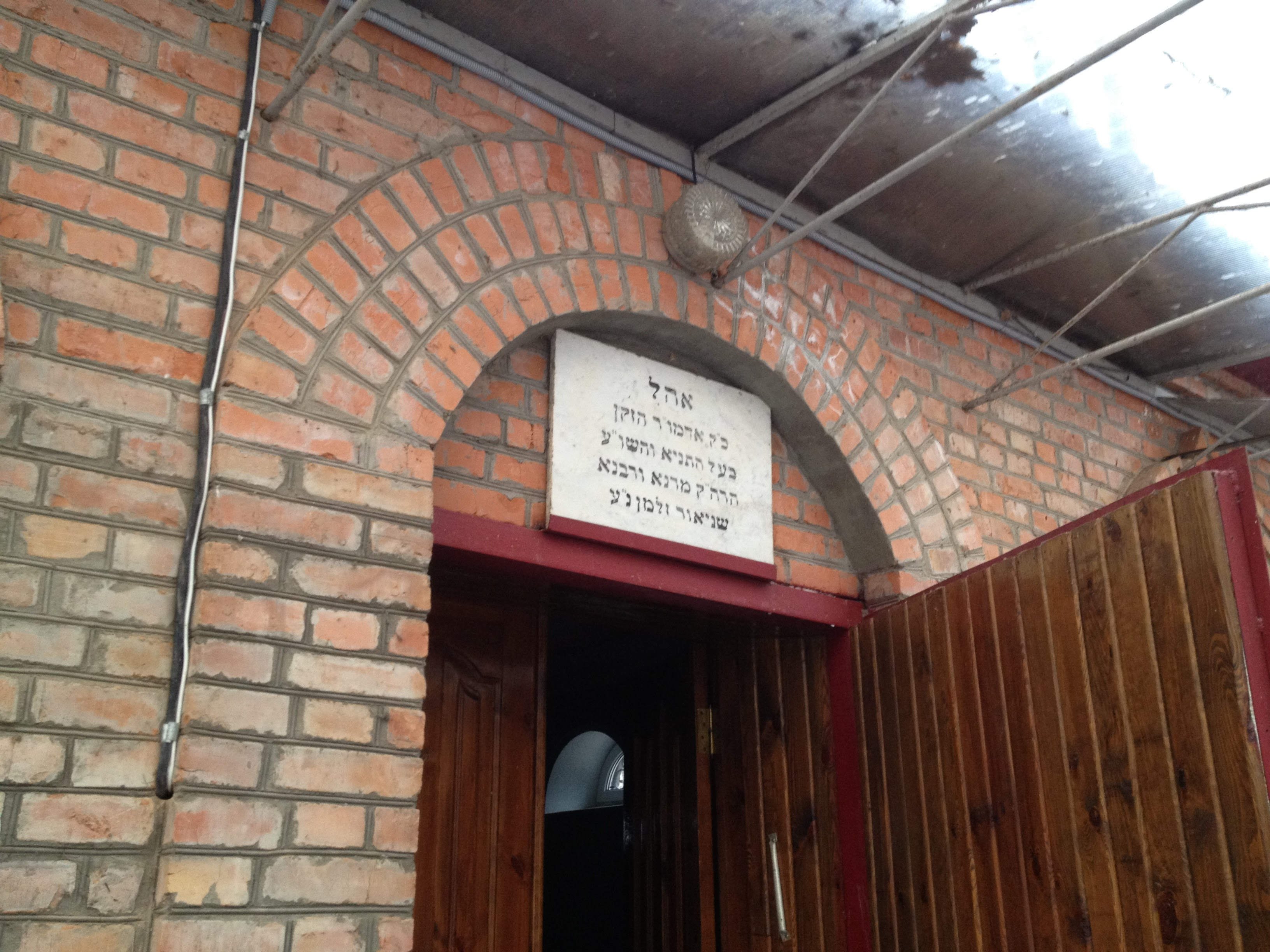
Єврейське кладовище
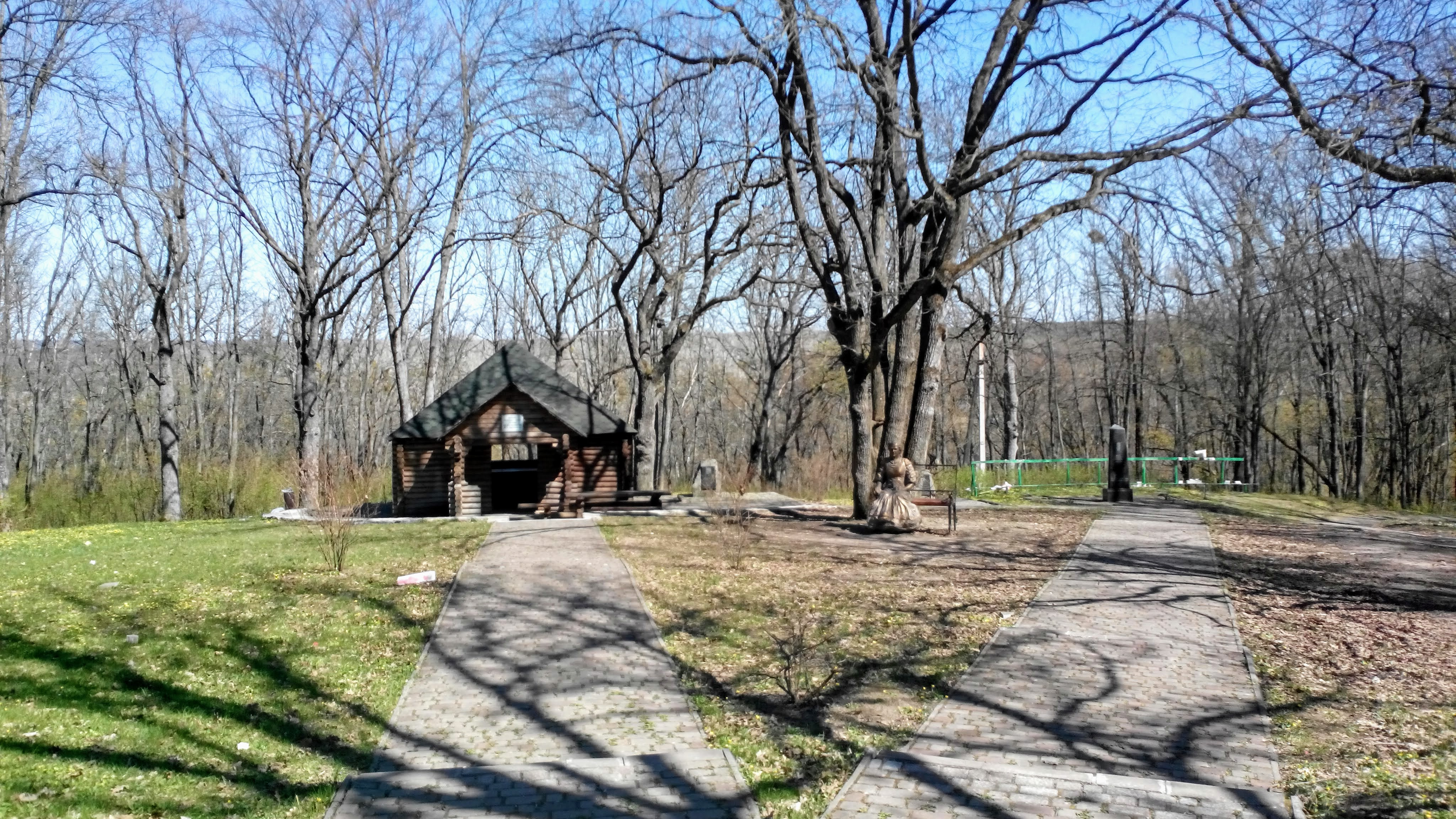
Пам’ятний знак на місці будинку, в якому проживала в 1893–1906 рр. Леся Українка

### Гадяцькі старости
- Ян Стшемеський[31] — вояк, батько — Кшиштоф Стшемеський, дідич Городенки
- Юрій Хмельницький — за рішенням Сейму Речі Посполитої 1661 року[9]
- Тадеуш Пшилуський — був старостою, зокрема, в 1775 році[9]